# Chiesa di Sant'Alessandro (Lucca)
La chiesa di Sant'Alessandro Maggiore è una chiesa di Lucca che si trova nella piazza omonima.
Considerata il prototipo dell'architettura romanica lucchese, fu ricostruita alla metà dell'XI secolo. Di impianto basilicale a tre navate, è caratterizzata da estremo rigore costruttivo, evidente soprattutto nel disegno della facciata, calibrata nelle proporzioni, nel raffinato paramento a filari alternati, alti e bassi, di calcare bianco, nelle decorazioni di impronta classica del portale di facciata e di quello laterale. In facciata, sul cornicione che segna la sopraelevazione della navata centrale, le basi di quattro colonnini suggeriscono l'ipotesi di un originario loggiato. Dalla decorazione dell'abside, i cui caratteri denotano un più vivace senso decorativo e tracce di cromia, sembra che i lavori si siano conclusi nella prima metà del XII secolo.

## Descrizione e confronti

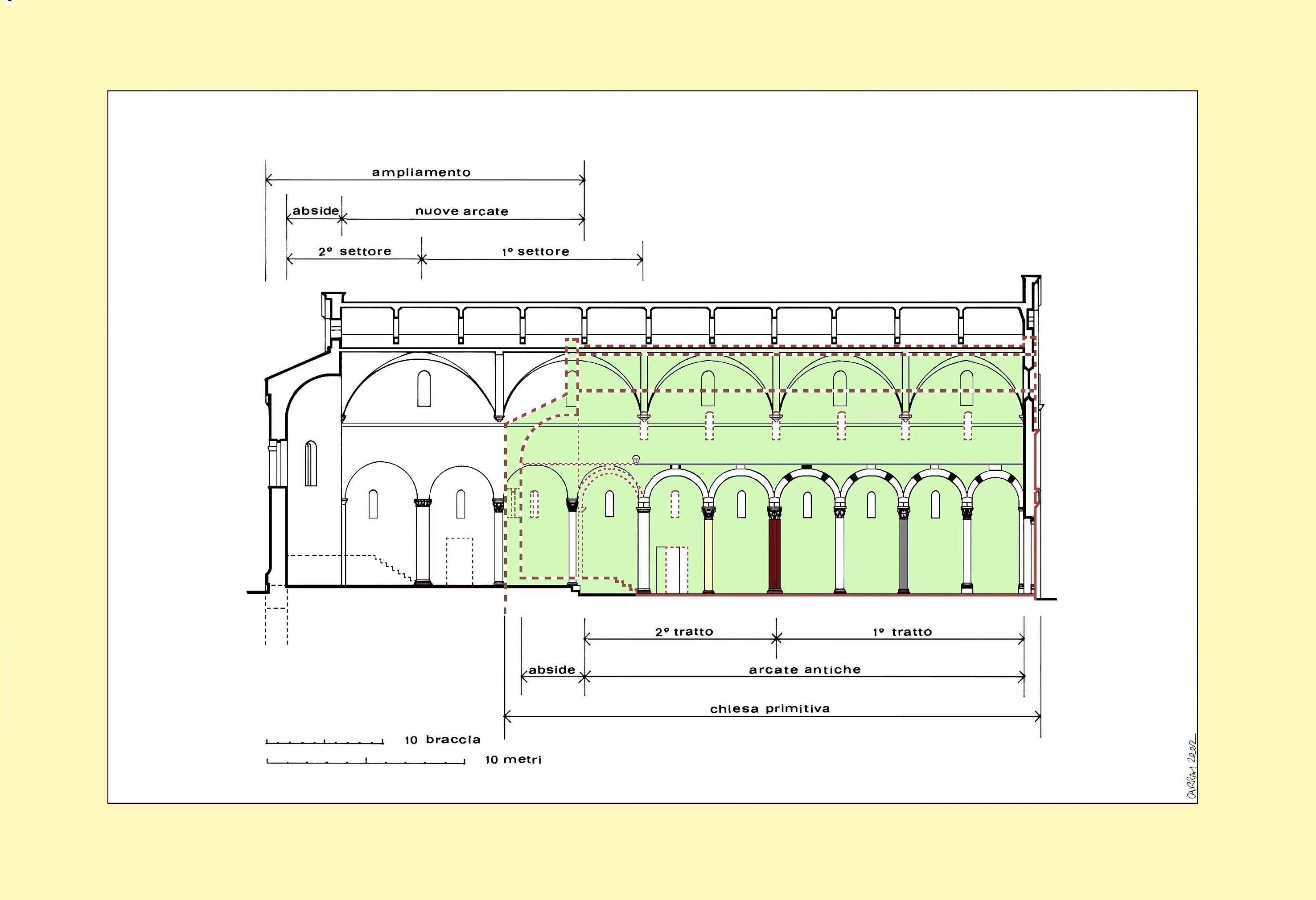
Sezione longitudinale. In verde il volume della chiesa primitiva

La chiesa di Sant'Alessandro Maggiore a Lucca, ricordata per la prima volta in un documento dell'anno 893, è un edificio di tipo basilicale, le cui caratteristiche sono simili a quelle della locale architettura romanica, improntata ad un sobrio classicismo.

Nella costruzione attuale, tuttavia, sono inglobate le strutture di una chiesa più antica (riconoscibile nella metà inferiore della facciata, nel primo tratto dei fianchi e, all'interno, nelle arcate fino alla prima coppia di pilastri), la cui epoca di costruzione è ancora controversa e la cui qualità appare sorprendentemente vicina a quella della stessa architettura romana.
L'edificio è interamente rivestito da lastre di calcare bianco perfettamente levigate e disposte in fasce alternativamente alte e basse, secondo un ordine che evoca l'opus quadratum pseudoisodomum dei monumenti dell'Antichità (come nel tempio rotondo del Foro boario a Roma, del II secolo a.C.), tale alternanza non ha comunque una valenza puramente decorativa (come nelle chiese romaniche di Pistoia e nello stesso Duomo di Pisa), bensì compositiva: nelle parti più antiche della facciata, le fasce più basse si distinguono infatti in fasce bianche "di partizione", che ritmano semplicemente la superficie (ai lati del portale), e in fasce grigie "di proiezione", che invece proiettano orizzontalmente i nodi strutturali (basi, capitelli, vertice del frontone, cornice intermedia) sull'intera superficie del paramento, in modo simile a quanto si verifica nelle finestre a edicola del Battistero di Firenze e in superstiti rivestimenti marmorei dell'antichità (all'interno del Pantheon a Roma o nel nartece di Santa Sofia a Costantinopoli). All'interno di questa disposizione che tende ad annullare ogni effetto di massa delle murature riportandone le tensioni sul piano ed esaltando il volume della chiesa come solido geometrico-luminoso, sono così inserite tanto le aperture, tagliate sempre a spigolo vivo, senza cornici modanate che esprimano il peso e lo spessore dei muri, quanto i particolari scolpiti che le incorniciano, peraltro tutti di diretta derivazione romana.

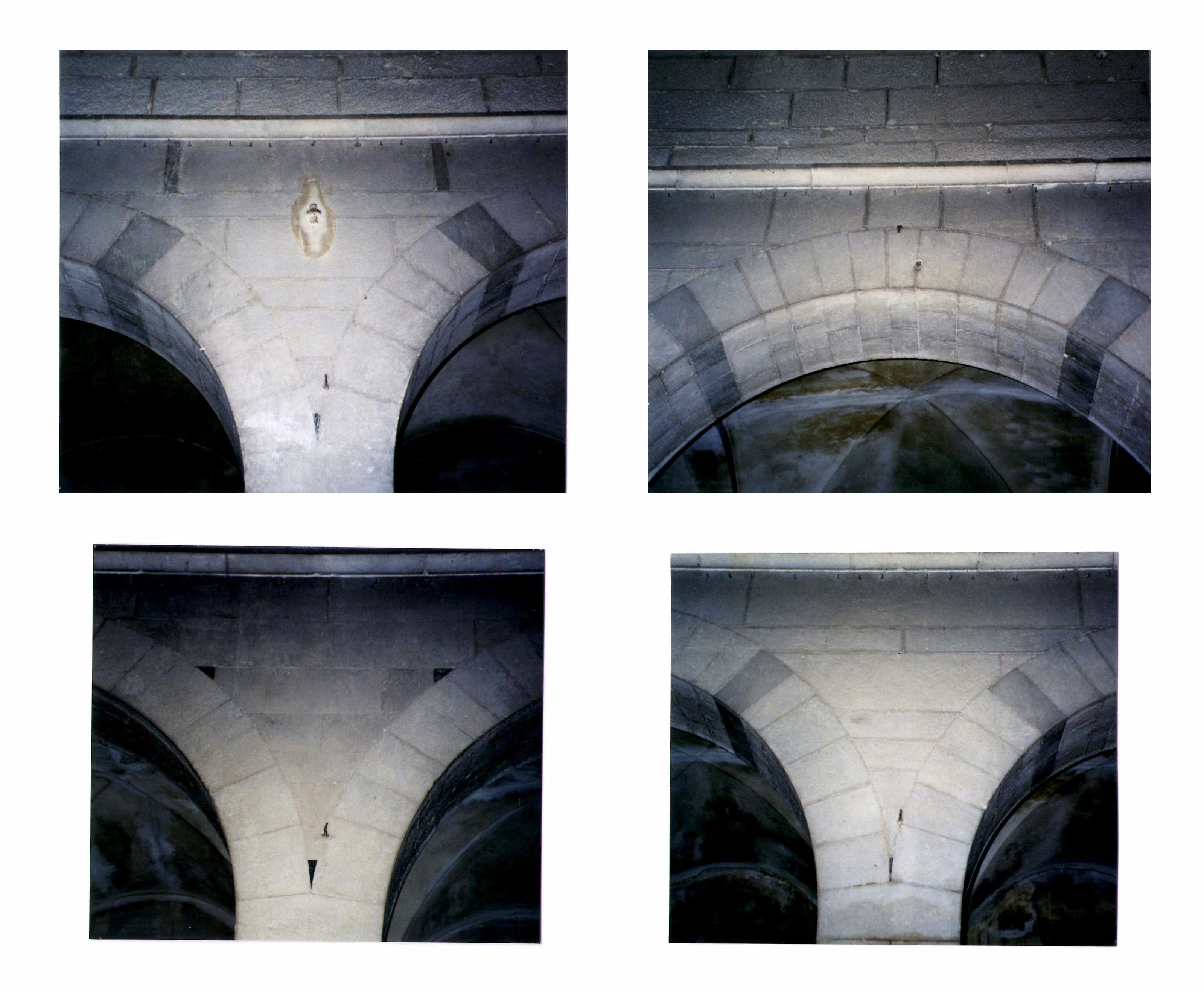
Simmetrie nelle arcate interne

La stessa compenetrazione di ordine statico e geometrico si osserva nelle arcate interne pertinenti alla prima fase costruttiva (le prime 6 dall'ingresso), dove le pietre, bianche e colorate, sono sempre disposte in modo simmetrico, come si riscontra in edifici del VI-VII secolo, quali il Mausoleo di Teodorico a Ravenna o la Cupola della Roccia a Gerusalemme, le cui arcate interne sorreggenti la cupola sono rivestite da un sontuoso apparato marmoreo policromo che presenta gli stessi elementi della nostra chiesa. Anche nel Sant'Alessandro, infatti, gli archi più antichi sono sormontati da un concio (il "concio in asse") collocato esattamente sopra la chiave, in modo da individuare un'altezza costante su cui corre la cornice orizzontale che collega e conclude tutte l'arcate (e su cui poggiava il catino absidale originario); in questo modo, come negli edifici della Tarda Antichità (ad esempio nel peristilio del Palazzo di Diocleziano a Spalato, oppure nei colonnati di Santa Sofia a Costantinopoli) le arcate vengono a costituire un insieme rigido, concluso da un adeguato coronamento orizzontale, ed inoltre i pennacchi – ossia i triangoli curvilinei compresi tra gli archi – essendo di conseguenza regolari, si presentano come figure geometrico-decorative, con i conci e gli inserti colorati (listelli verticali e minuti triangoli di marmo più scuro) disposti secondo un opus quadratum isodomum simmetrico rispetto all'asse delle colonne, così da evocare l'opus sectile delle costruzioni antiche, in modo simile alle arcate di San Miniato al monte a Firenze e di Sant'Andrea a Empoli, ma con una più marcata identificazione tra ragioni costruttive e disposizione geometrico-decorativa.

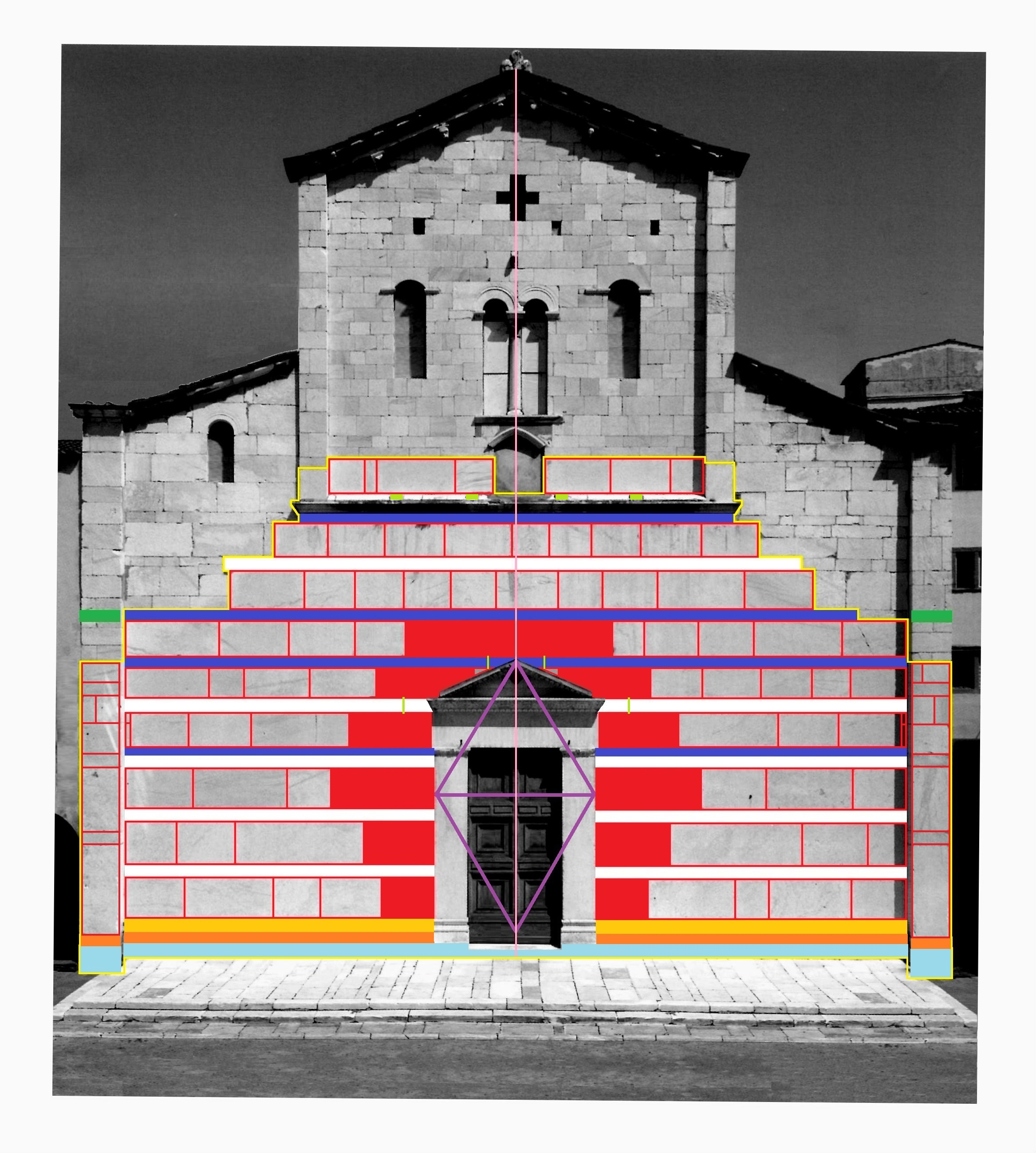
Elementi di composizione della facciata originaria

La disposizione simmetrica delle pietre della facciata attorno al portale è paragonabile invece a quella della chiesa visigotica, peraltro molto restaurata, di São Frutuoso de Montélios nei pressi di Braga, attribuita al secolo VII. Nel nostro caso, tuttavia, l'apparato originario è molto ben conservato e presenta elementi di regolarità anche maggiori, che non hanno alcun riscontro nelle chiese romaniche di Lucca. Del resto l'intera composizione della facciata è comprensibile soltanto all'interno dei parametri dell'architettura antica, come si vede nello schema che ne evidenzia a colori i diversi elementi: la facciata originaria (contornata in giallo) poggia su un podio, oggi interrato, spianato ruvidamente a punta di scalpello (evidenziato in celeste), su questo corre una fascia spianata a gradina (in arancio) che con funzione di plinto (e come tale sorregge anche i risalti angolari) si diparte dal portale e fascia tutta la chiesa, analogamente alla base attica (in giallo ocra) che ad esso si sovrappone. Su questi elementi di base, che si sovrappongono l'uno all'altro con un leggero arretramento e con una finitura di superficie sempre maggiore, è impostato il paramento vero e proprio a fasce alternate perfettamente levigate, affine all'opus quadratum pseudoisodomum delle costruzioni antiche. Lo schema evidenzia sia le fasce di proiezione orizzontale degli elementi strutturali (in blu), sia le semplici fasce di partizione (in bianco). La seconda fascia di proiezione dall'alto, a causa della tarda sopraelevazione della chiesa, non corrisponde oggi a nessun elemento strutturale, ma in origine univa i capitelli terminali (in verde scuro) dei più bassi risalti angolari (come ancora si vede nella facciata di San Pietro a Valdottavo).
Il contorno delle lastre (evidenziato in rosso) permette di valutarne la disposizione simmetrica rispetto all'asse verticale passante per il portale, elemento generatore dell'intera facciata: fino all'altezza del frontone le lastre si corrispondono per numero a destra e sinistra; il giunto delle due lastre sopra il frontone materializza l'asse della composizione; le estremità delle fasce corrispondenti all'architrave sono concluse da listelli verticali sovrapposti, anch'essi simmetrici, e simmetrico è anche il montaggio dei risalti angolari. 
Attorno al portale (campite interamente in rosso) dodici grandi lastre si dispongono a formare un esagono e sembrano irradiarsi dal portale stesso, le cui proporzioni sono regolate da un doppio triangolo equilatero. Lo schema evidenzia anche in verde chiaro la posizione dei listelli decorativi ai lati del frontone e quella delle basi delle colonnette del loggiato oggi mancante. Da tutti questi elementi così evidenziati e dal tracciato ad triangulum che doveva regolarne le proporzioni, si può ricostruire con buona approssimazione l'aspetto della facciata primitiva, più bassa dell'attuale e molto più vicina alle forme dell'architettura antica.

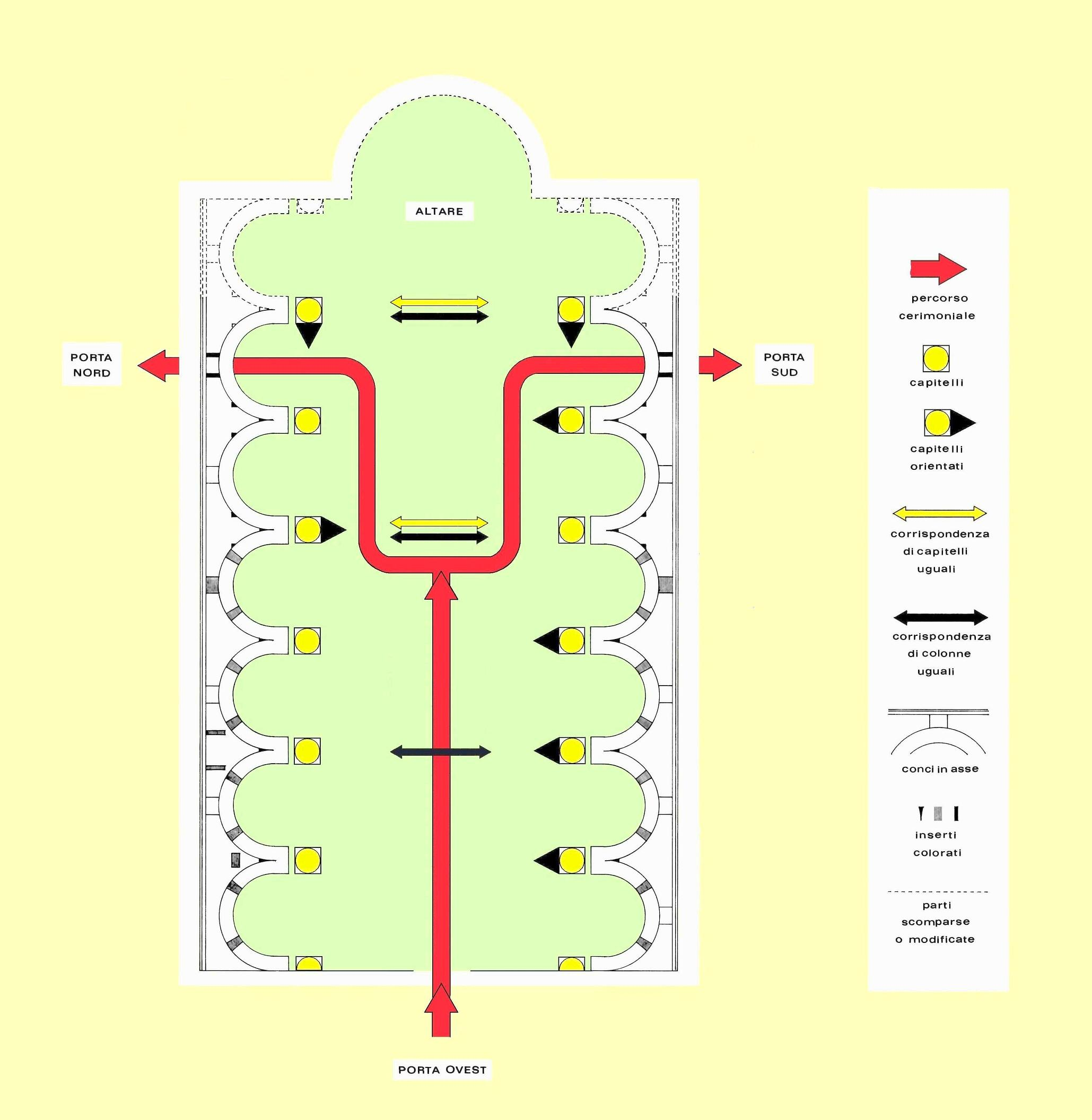
Il percorso guidato della prima fase costruttiva

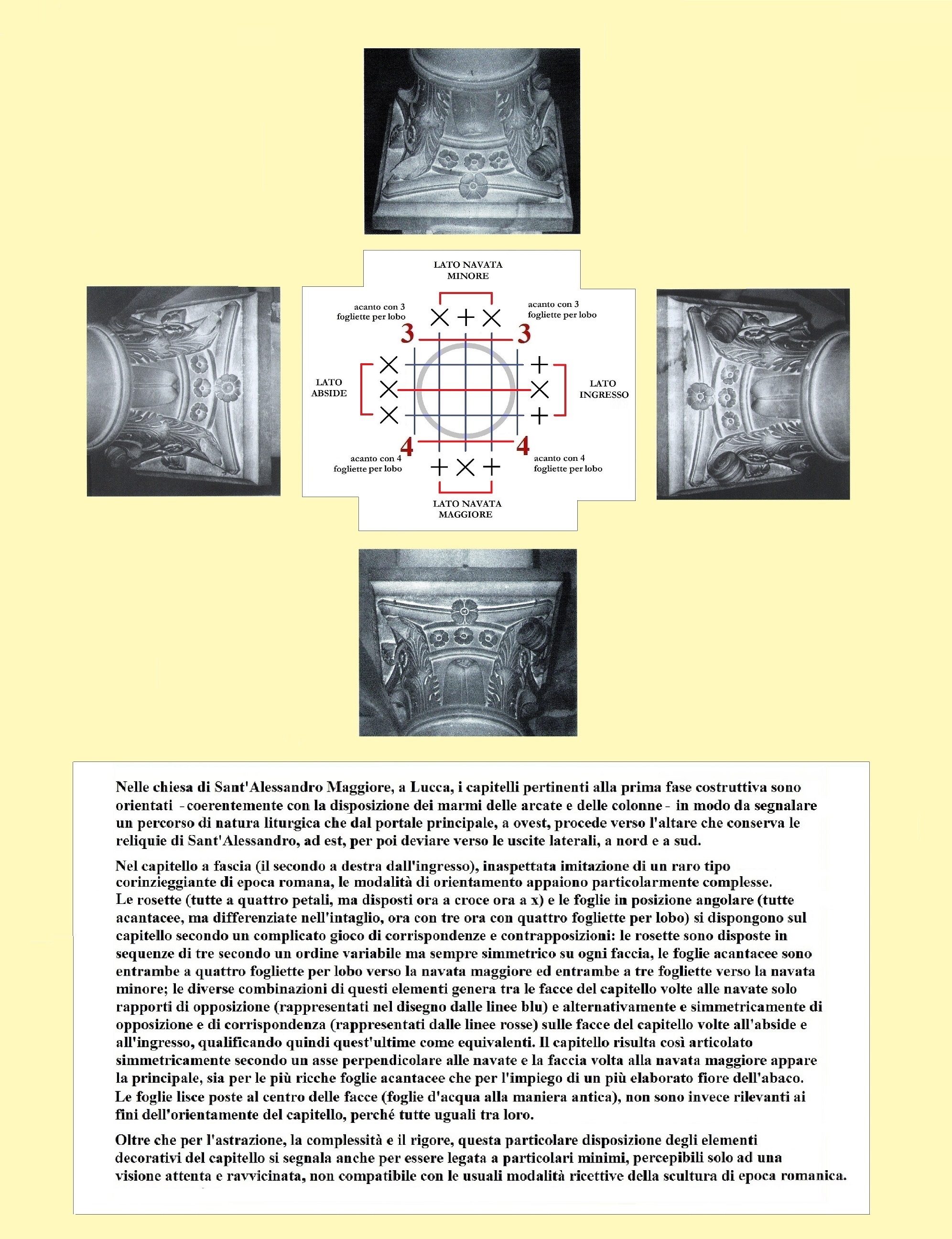
Esempio di capitello orientato

Analogamente a quanto si verifica nella basiliche di Roma (soprattutto in quelle costruite all'epoca della Riforma Gregoriana, tra XI e XIII secolo), l'interno della chiesa è suddiviso in aree funzionali (leggibili attraverso la diversa disposizione dei marmi colorati) ed è attraversato da un percorso di natura liturgica, segnalato con coerenza (perfino nei più minuti dettagli, variando nei capitelli il tipo di acanto o i fiori dell'abaco) dal colore dei marmi delle colonne e dai diversi tipi di capitelli (spesso orientati, cioè dotati di una faccia principale, la cui posizione segnala il percorso) che si corrispondono in coppia attraverso la navata; all'ambiente romano rimanda anche l'estetica della varietas (ossia il variare dei dettagli in un contesto che resta sempre saldamente simmetrico), che informa tutta la decorazione scolpita, le cui studiate variazioni hanno dei paralleli nei capitelli delle finestre della facciata della Basilica di San Salvatore a Spoleto, e in quelli del Tempio di Saturno a Roma, ricostruito nel IV sec. d.C.

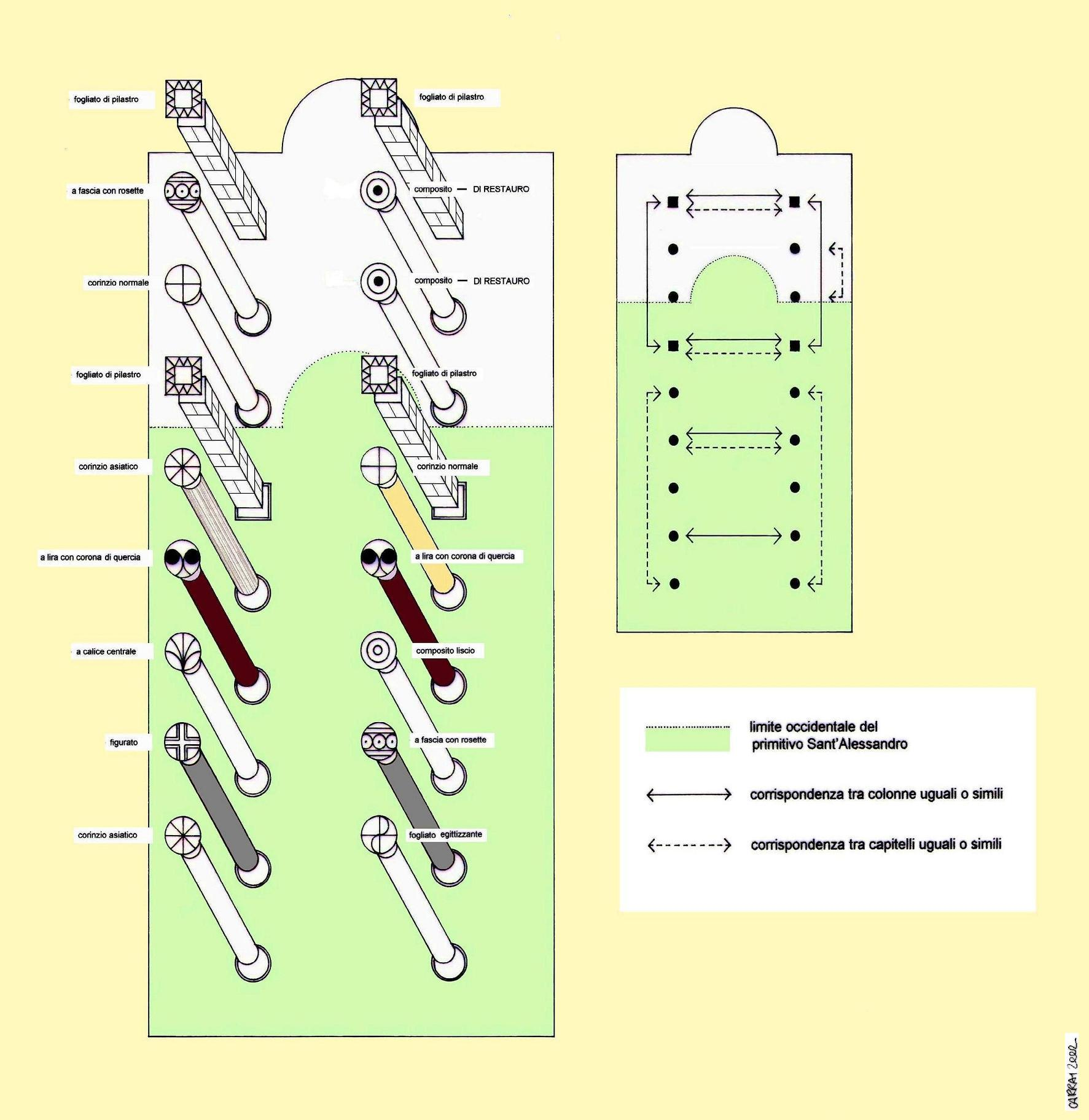
Corrispondenze tra capitelli e colonne

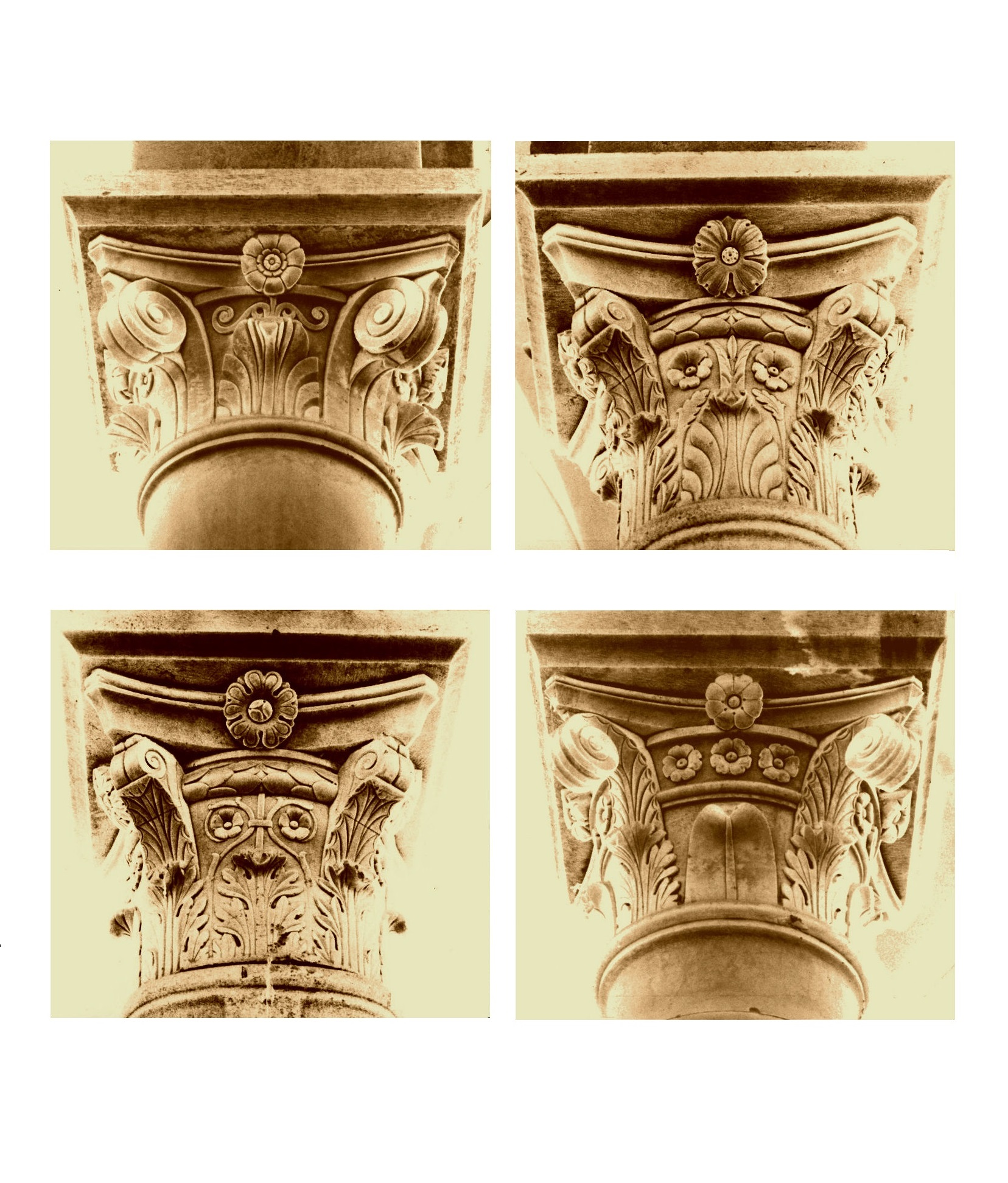
Capitelli corinzieggianti pertinenti alla prima fase costruttiva

Mutuata dall'architettura romana è anche la simbologia dei materiali impiegati, che rimandano alle consuetudini rappresentative dell'arte del tardo Impero o evocano brani delle Sacre Scritture. Significativa, in primo luogo, è la scelta di costruire la chiesa interamente in pietre squadrate di calcare bianco: non solo essa si inserisce nella tradizione dell'arte ufficiale romana, ponendo quindi l'autorità del committente in rapporto di continuità con il potere imperiale che essa rappresentava, ma contrapponendosi ad un contesto assai più povero dell'attuale e certo realizzato in gran parte in legno, faceva della chiesa un prisma luminoso che se da un lato evocava l'immagine della Gerusalemme Celeste (Apc 21,9 - 22,5) descritta nell'Apocalisse di Giovanni (i dodici basamenti di pietre diverse – simboleggianti gli Apostoli – e le dodici porte sono ripresi nel primitivo Sant'Alessandro dalle dodici colonne e dalle dodici finestre aperte nella navata maggiore), dall'altro evocava il Tempio di Salomone, anch'esso costruito in pietre squadrate e dotato di un portale a cinque angoli (III Rg 6,2; III Rg 6,31), richiamato da quello timpanato del Sant'Alessandro. Allo stesso ambito simbolico rimandano i materiali impiegati all'interno: la coppia di colonne in granito rosso egiziano (una pietra assimilabile al porfido, che per il colore purpureo era appannaggio esclusivo della casa imperiale a partire dal III sec. d.C., ed era poi passato a simboleggiare la regalità di Cristo e il sangue dei martiri) e i ricchi capitelli a lira con corona di quercia ad esse sovrapposte (evocanti la corona trionfale, premio dei santi e dei martiri (Apc. 3,11-12), tante volte rappresentata nell'arte paleocristiana) segnavano l'inizio dell'antico presbiterio, così come una coppia di colonne con ricchi capitelli fiancheggiava l'ingresso del Tempio di Salomone (III Rg 7,21).
Singolare è, infine, la qualità delle sculture, in cui non si riconosce nessuna influenza orientale (bizantina o islamica), né lombarda o "barbarica" (mancando anche gli intrecci tipici della scultura altomedievale), ma dove ogni particolare è invece riconducibile ad un preciso modello di epoca romana: da un lato gli elementi vegetali, geometrizzati, appiattiti e definiti nei dettagli da sottili incisioni, si dispongono sul piano secondo un ordine prevalentemente paratattico/simmetrico (caratteristiche, queste, proprie della scultura antica più tarda), dall'altro i modelli costantemente imitati – tra cui inusuali varianti corinzieggianti e rari motivi di età augustea – sono invece tipici del I-II sec. d.C. Capitelli corinzieggianti a lira, paragonabili a quelli del Sant Alessandro per un'analoga interpretazione del codice decorativo antico, ed anch'essi di incerta datazione, si trovano nell'Abbazia di San Cassiano a Narni.

## Tracciati proporzionali
Già C.L. Ragghianti (vedi in bibliografia C.L. Ragghianti, 1968) accennava alla compresenza nel Sant'Alessandro di un modulo basato sul “quadrato – triangolo equilatero e figure derivate”, un'ipotesi che è stata poi precisata in una serie di studi successivi (C. Barachini, A. Caleca, M.T. Filieri: 1970, 1978, 1982).
Per quanto in edifici antichi come il Sant'Alessandro, del tutto privi di documentazione scritta relativa al progetto, la ricostruzione dei tracciati proporzionali debba necessariamente considerarsi ipotetica, dai dati riscontrati si può ragionevolmente ipotizzare che l'ampliamento della chiesa e la relativa sopraelevazione siano stati regolati ad quadratum, mentre per le proporzioni d'insieme dell'edificio primitivo si sia seguito un più complesso tracciato ad triangulum. La pianta del primo Sant'Alessandro risulta infatti inscritta in un rettangolo di dimensioni 1 x {\displaystyle {\sqrt {3}}}, le cui diagonali incrociandosi vengono a comporre due triangoli equilateri contrapposti. Un tipo di tracciato che ha il suo parallelo più diretto nella crux decussata (croce disposta a X), “figura” che regola le dimensioni di edifici paleocristiani, carolingi e di età gregoriana (tra cui la chiesa Abbaziale di Montecassino ricostruita nel 1071 e consacrata da Papa Alessandro II, già vescovo di Lucca).
Questo tracciato ad triangulum ha un riscontro anche nella disposizione dei materiali dei colonnati, dimostrando una volta di più l'unità del progetto originario e la sua fedele, coerente realizzazione: l'alternanza dei sostegni è confermata dall'intersecarsi dei lati obliqui dei triangoli regolatori con i muri longitudinali (intersezione che viene a coincidere con la posizione delle coppie di pilastri e di colonne di marmi colorati) e la particolare funzione di cesura della coppia di colonne di granito rosso e dei relativi capitelli è ribadita dalla linea che le attraversa, coincidente con il lato comune dei due triangoli contrapposti. Figure che, se considerate opposte per i vertici (delineando quindi la crux decussata), individuano al centro della navata la posizione dei cancelli della recinzione presbiteriale (o forse quella di un altare intermedio dedicato alla Croce), la cui presenza ha determinato l'interruzione e la biforcazione del percorso guidato ovest-est, segnalato, come abbiamo visto, dal tipo e dall'orientamento dei capitelli. Le misure minori della chiesa primitiva seguono invece un tracciato quadrato: il modulo è costituito dall'interasse delle colonne, pari alla larghezza delle navatelle e alla metà di quella della navata maggiore; una cornice intermedia corre sulle arcate più antiche all'altezza di due moduli (pari quindi alla larghezza della navata) e un terzo modulo ad essa sovrapposto (pari al raggio del catino absidale) doveva infine individuare l'altezza delle capriate. Un'analoga compenetrazione di tracciato ad triangulum (per le proporzioni complessive) e tracciato ad quadratum (per gli elementi più piccoli) si riscontra nel portale.

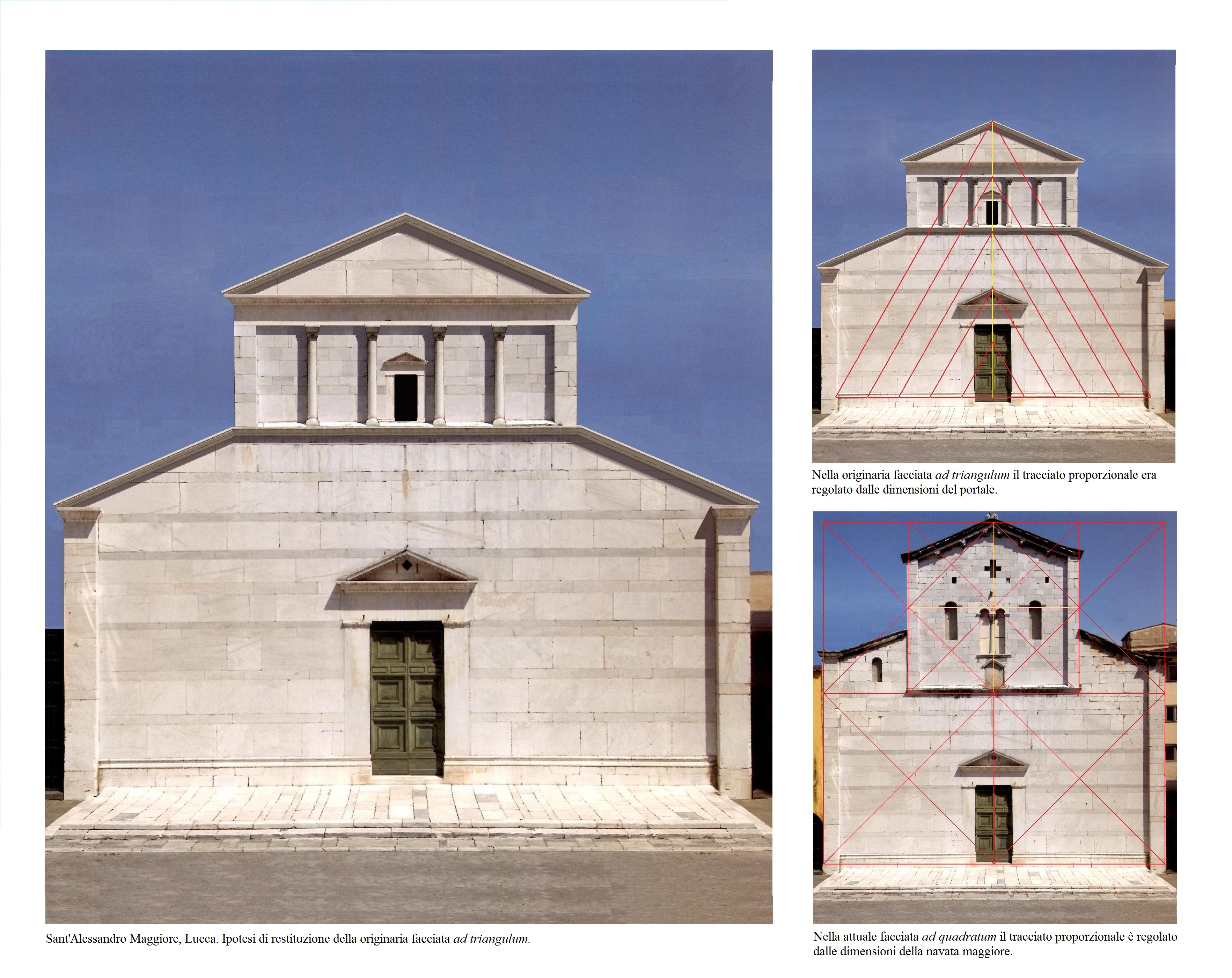
Tracciati proporzionali della facciata

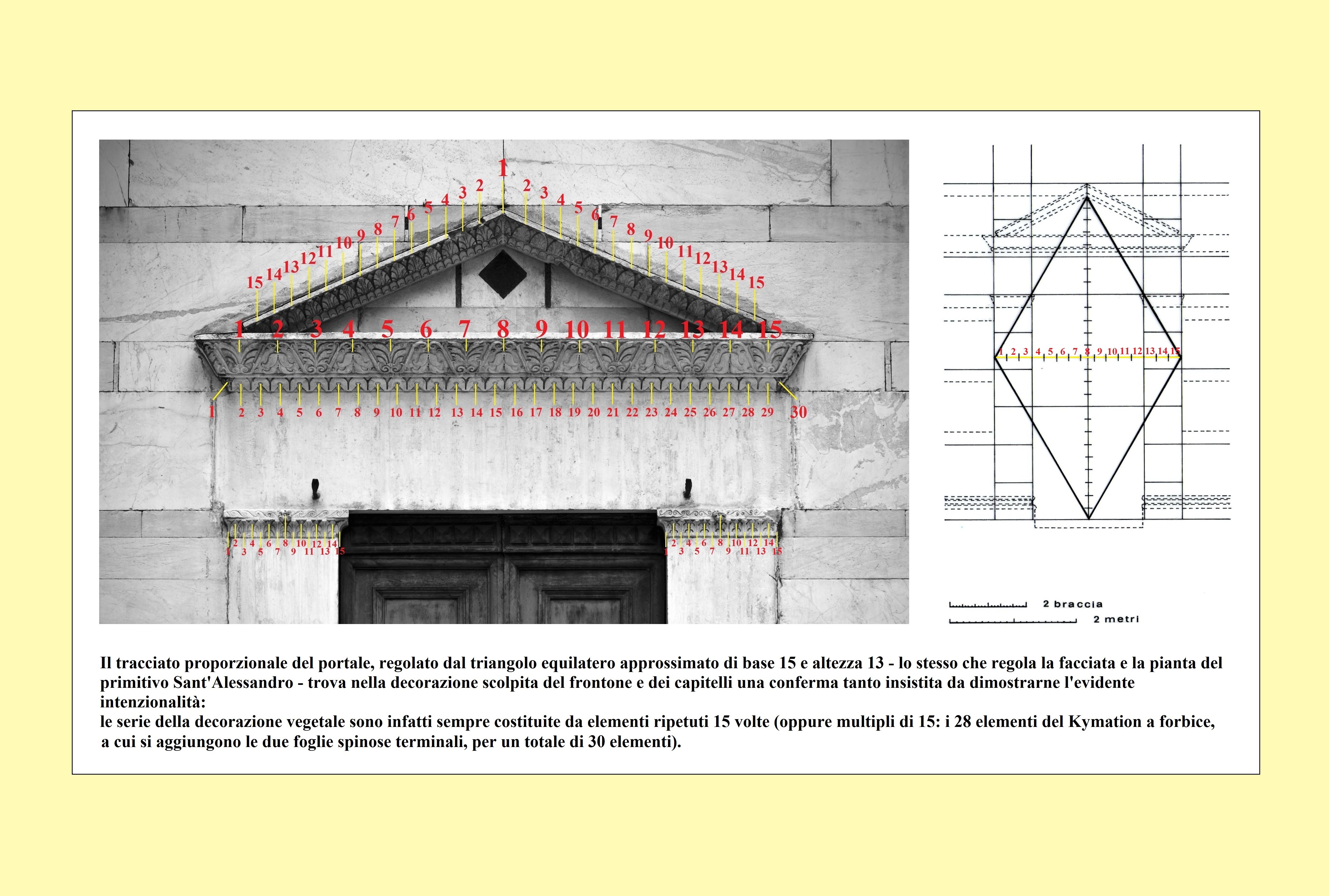
Analisi della decorazione scolpita del portale

Mentre nella facciata attuale (regolata ad quadratum) il modulo è costituito dall'ampiezza della navata maggiore, la facciata primitiva (ad triangulum) era regolata dalle dimensioni del portale: un triangolo equilatero (approssimato a meno di 1 centesimo) con lato di 5 braccia lucchesi – pari a 15 "sottomoduli" di 4 once ciascuno – ne determinava la larghezza, l'altezza di tale triangolo – pari a 13"sottomoduli" – moltiplicata per due determinava l'altezza del frontone, per tre quella della cornice intermedia, per quattro quella della loggetta colonnata di cui restano solo le basi e per cinque l'altezza totale della facciata, larga cinque volte la larghezza del portale.
L'impiego nel primitivo Sant'Alessandro del triangolo equilatero regolatore 15x13 trova conferma non solo nelle misure delle strutture e nella disposizione delle colonne di marmi colorati, ma anche nella decorazione scolpita, tutte le sculture del portale (capitelli, cornice orizzontale e pioventi del frontone) sono infatti costituite da elementi vegetali ripetuti 15 volte, oppure 30 (ossia 15x2).

## Devozione e politica
Sant’Alessandro I papa (80?-115), secondo la tradizione agiografica morto martire a Roma durante il principato di Traiano, non figura tra i santi principali del calendario liturgico, non è stato oggetto di una particolare devozione popolare e neppure figura legato alla storia del territorio, come il vescovo Frediano (dopo il 500-588), per cui la presenza di chiese a lui dedicate a Lucca sorprende e richiede senz'altro una spiegazione. La prima menzione di una chiesa di Sant'Alessandro a Lucca risale all'anno 874, una successiva, sicuramente riferita al Sant'Alessandro Maggiore, risale all'893, almeno una seconda chiesa dedicata a questo santo esisteva nei pressi del Duomo di San Martino, e poche altre, di minore importanza, erano sparse nel contado della città.

Romano Silva (vedi in bibliografia: R.Silva, 2001) ha ricostruito le vicende della predilezione per questo antico santo romano – certamente importata a Lucca da personalità di rilievo, che ne hanno promosso la devozione e hanno finanziato chiese erette in suo onore – individuando due momenti principali: il sec. IX, quando, proprio in prossimità delle prime attestazioni documentarie della chiesa, la devozione a Sant'Alessandro appare promossa dai papi e dall'aristocrazia carolingia (Leone III fa dono di alcune reliquie di Sant'Alessandro a Carlo Magno, che le affida alla basilica di Saint Denis; Pasquale I trasla le reliquie di Sant'Alessandro nella nuova basilica romana di Santa Prassede; Gregorio IV dona altre reliquie del santo alla vedova di Bernardo re d’Italia, Cunegonda, che fonda a Parma una chiesa per custodirle), e il sec. XI, quando il vescovo di Lucca Anselmo da Baggio, nel clima della riforma della chiesa e della lotta per le investiture, riceve in dono da papa Stefano IX, fratello del marchese di Toscana Goffredo, la chiesa di Sant'Alessandro Maggiore di Lucca, vi trasporta da Roma importanti reliquie (tra cui la catena con cui il papa martire sarebbe stato tenuto prigioniero) e infine, divenuto papa egli stesso, assume il nome di Alessandro II.

Nel secolo XI più di un prelato, ascendendo al soglio pontificio, scelse il nome di un papa dei primi secoli: Vittore II (ca.1018-1057), legato all'imperatore Enrico III, scelse questo nome forse per sottolineare la sua relazione con l'impero e l'autorità del centro romano sulla periferia (Vittore I (?-199) era stato in buoni rapporti con la corte imperiale e aveva imposto il calendario pasquale romano anche alle chiese che seguivano altri usi); allo stesso modo Gerberto di Aurillac diventando papa scelse il nome di Silvestro creando un collegamento tra la Renovatio Imperii ottoniana (con Ottone III di Sassonia imperatore e Silvestro II papa) e la coppia esemplare Costantino I/Silvestro I. In questo contesto risulta leggibile anche la predilezione di Anselmo da Baggio per il papa martire Alessandro I, che per primo era stato eletto unanimemente dal clero romano, e rappresentava perciò un esempio di indipendenza e di autorità del potere ecclesiastico in opposizione alle ingerenze di quello secolare (l'elezione di Anselmo/Alessandro II fu per lunghi anni contestata dalla corte imperiale, che gli oppose anche un antipapa).

Dall'insieme di queste considerazioni si può dedurre che in tale contesto una chiesa intitolata a Sant'Alessandro, papa e martire, era un'affermazione d'autorità, se eretta da un ecclesiastico, ma era un atto di sottomissione, se eretta da un laico (Romano Silva ipotizza che dopo un periodo di contrasti il marchese di Lucca Adalberto I avrebbe iniziato la costruzione del Sant'Alessandro nell'880 come atto di pacificazione verso papa Giovanni VIII).

## Il dilemma della datazione

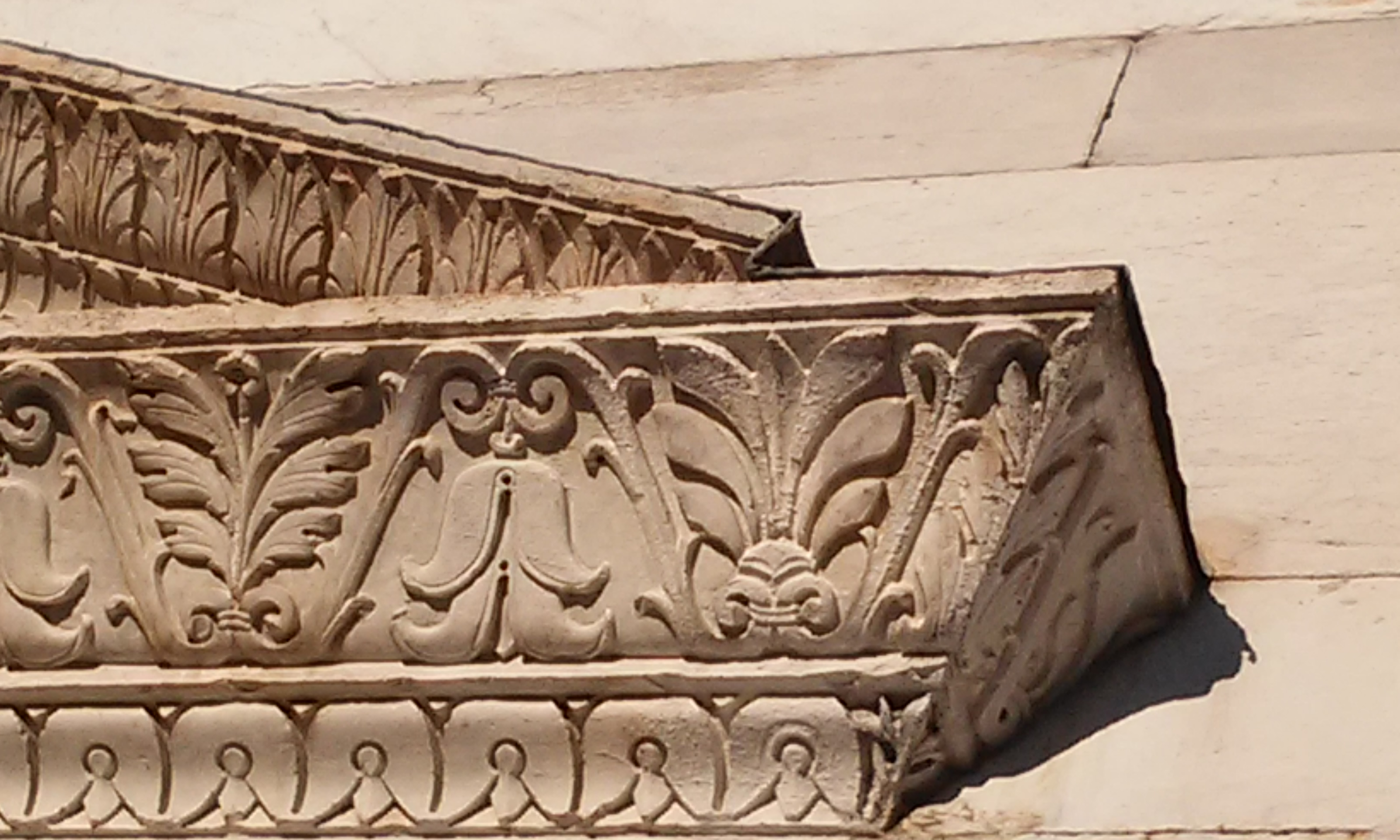
Dettaglio del frontone del portale occidentale. Si noti la differenziazione degli elementi decorativi terminalI, paragonabile a quanto si riscontra nella decorazione architettonica dell'
Antichità

Per la chiesa di Sant'Alessandro sono state proposte varie datazioni (il sec. XII, il sec. XI, il sec. XI con aggiunte del XII, il sec. IX con aggiunte dei secoli XI-XII) senza giungere ad una data comunemente accettata. Con i recenti restauri si è stabilito che la chiesa attuale ingloba un edificio più antico (un dato che finora non era accettato da tutti gli studiosi), ma ciò non ha comunque risolto il problema della datazione assoluta delle parti, perché manca un aggancio sicuro tra le strutture fisiche della chiesa e i pochi documenti conservati che la riguardano, ovvero la prima attestazione documentaria dell'893 e l'acquisizione, nel 1057-58, da parte del vescovo Anselmo da Baggio, che provvide a traslarvi le reliquie di Sant'Alessandro.

## Il Maestro di Sant'Alessandro
Le parti della chiesa pertinenti all'ampliamento, eterogenee e realizzate in più tempi, sono attribuibili solo genericamente alla scuola di Biduino (per le affinità tra i capitelli del presbiterio e gli archetti all'esterno dell'abside con i capitelli di Sant'Andrea Forisportam a Pisa e quelli della pieve di San Casciano a Settimo). Al contrario nella parte più antica del Sant'Alessandro, per la sua coerenza interna – tra tracciati proporzionali e distribuzione dei materiali, tra qualità del paramento e particolari scolpiti e colorati, tutti subordinati all'indicazione del percorso cerimoniale che ne attraversava l'interno – è riconoscibile un particolareggiato progetto realizzato fedelmente in un'unica fase da maestranze omogenee. Il primitivo Sant'Alessandro è pertanto attribuibile ad una personalità precisa, anche se anonima come quasi sempre avviene per gli autori dei primi secoli del Medioevo. Un maestro che possiamo osservare personalmente all'opera nei quattro capitelli di colonna appositamente eseguiti per la chiesa, i quali, tanto per il repertorio decorativo (aniconico e di matrice antica), quanto per la collocazione e l'orientamento (compenetrati con l'ordinamento complessivo della chiesa), bene ne sintetizzano la complessa cultura (2° dx, 3° sx, 3° dx e 4° sx, se ne vedano le immagini nella galleria fotografica).
Diversamente da autori come Buscheto o Lanfranco, il Maestro di Sant'Alessandro non appare sensibile alle suggestioni coloristiche arabo-bizantine, né al plasticismo monumentale di matrice nordica: ogni elemento della sua chiesa è di tradizione tardoromana, sia dal punto di vista tecnico che formale (e lo stesso si può dire dell'organizzazione del cantiere fortemente gerarchizzato che ha realizzato nei dettagli il progetto, senza le improvvisazione e l'eclettismo consueti nei cantieri medievali). Una tradizione architettonica così intimamente partecipata da poter risalire con sicurezza filologica fino a remoti modelli augustei, attuando un revival “atticistico” che trova qualche parallelo solo a Firenze. Del resto, piuttosto che a Pisa, è nel classicismo del Romanico fiorentino che ritroviamo la disposizione simmetrica dei capitelli (nel Battistero di San Giovanni) o quella del paramento tra le arcate (in Sant'Andrea a Empoli). Di fatto il Maestro di Sant'Alessandro pone lo stesso problema storico-artistico della Firenze “romanica”: quali sono state le condizioni materiali e sociali che hanno permesso a distanza di secoli – ad un tale grado di purezza – la sopravvivenza della cultura architettonica antica?

## Galleria d'immagini

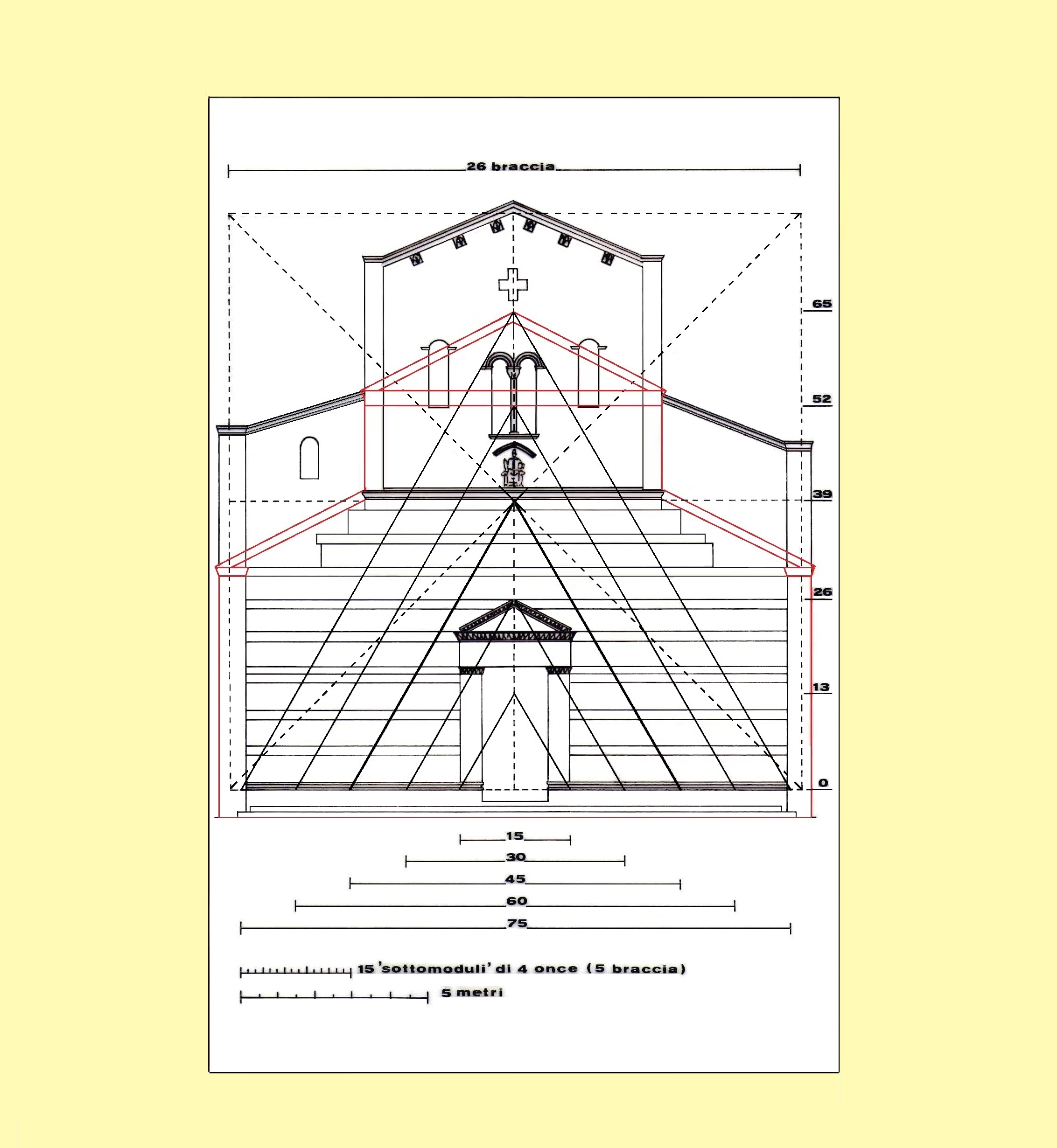
Il triangolo equilatero 15x13 nella facciata primitiva
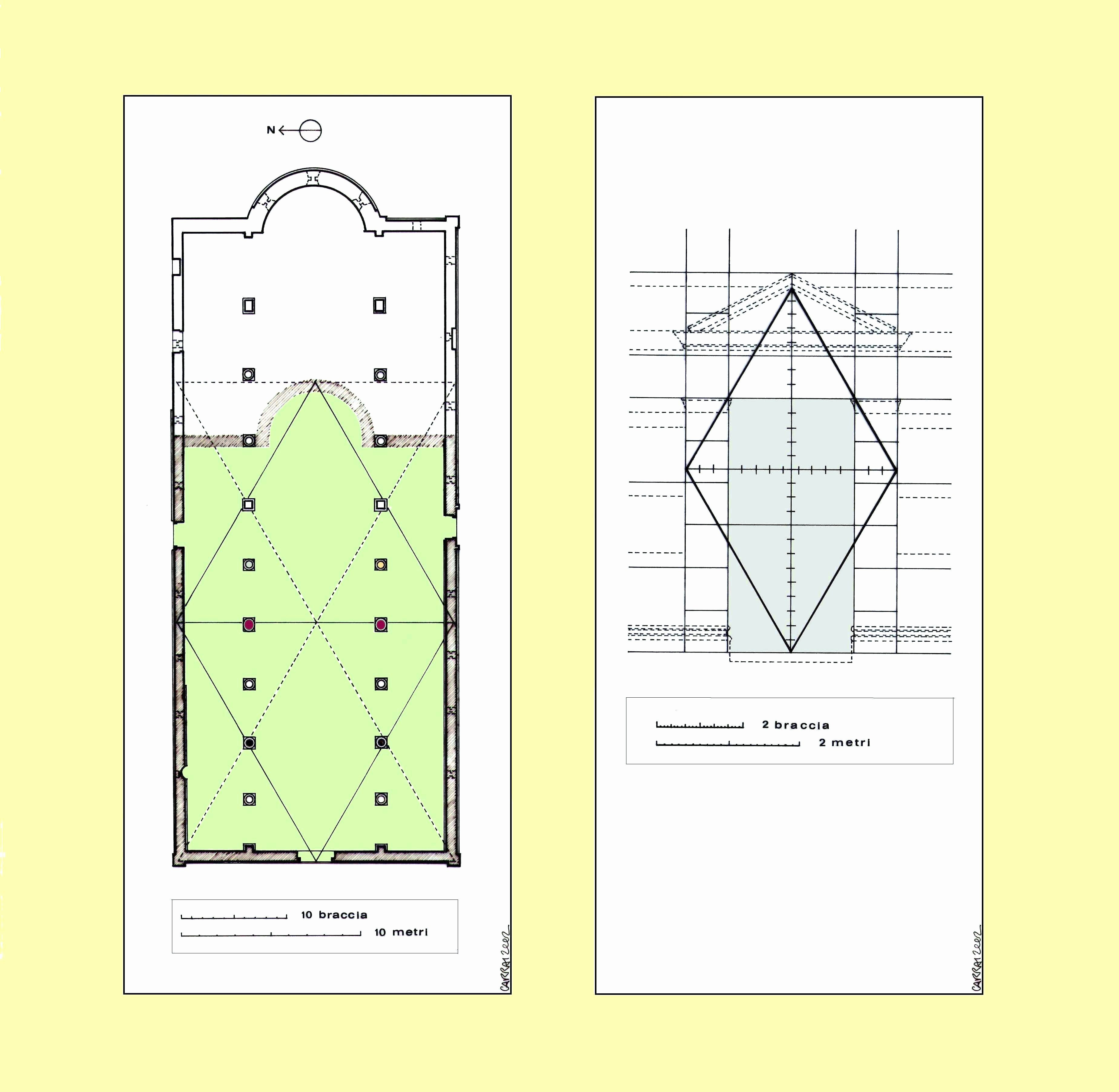
I tracciati proporzionali
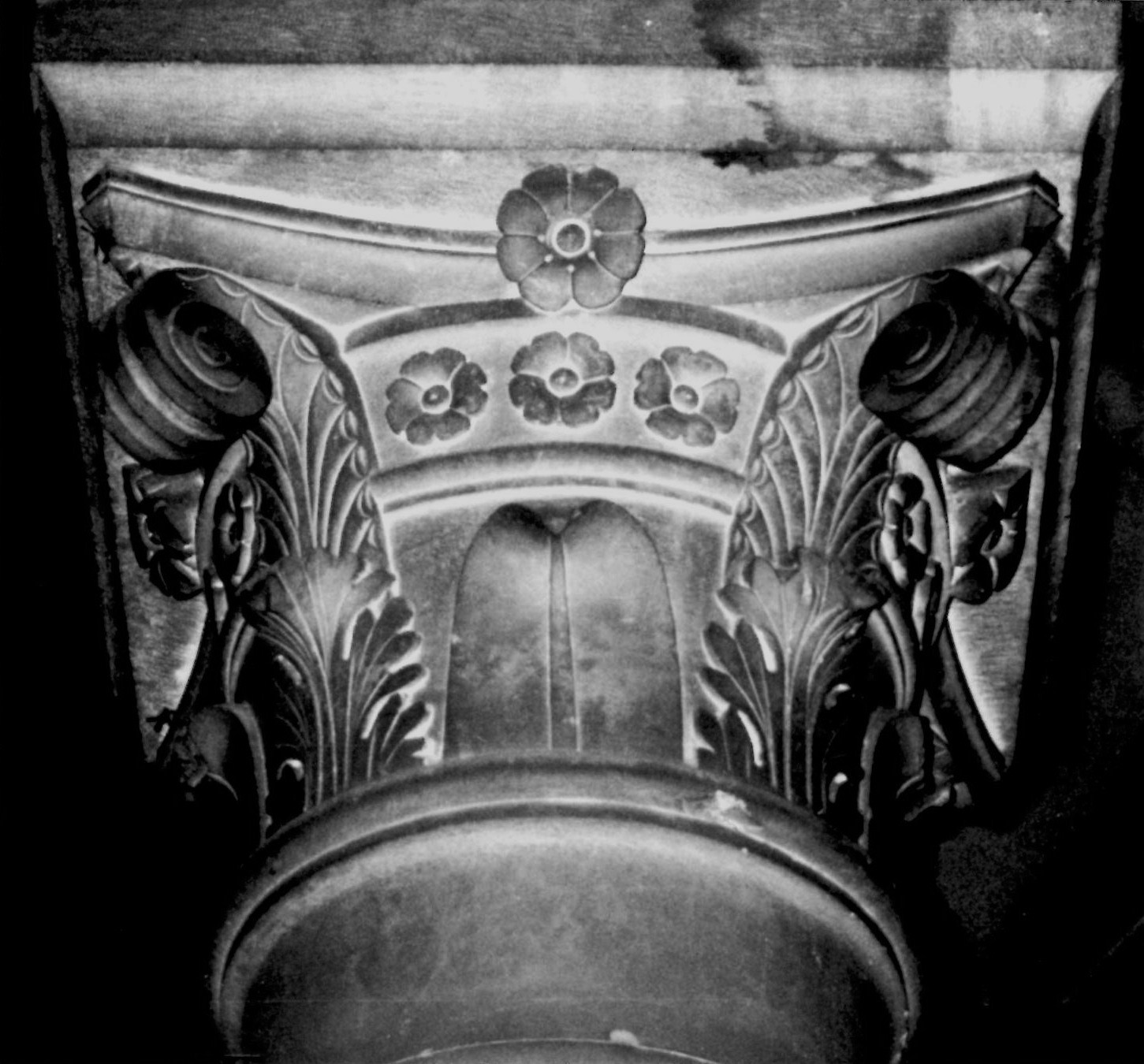
Capitello a fascia con rosette
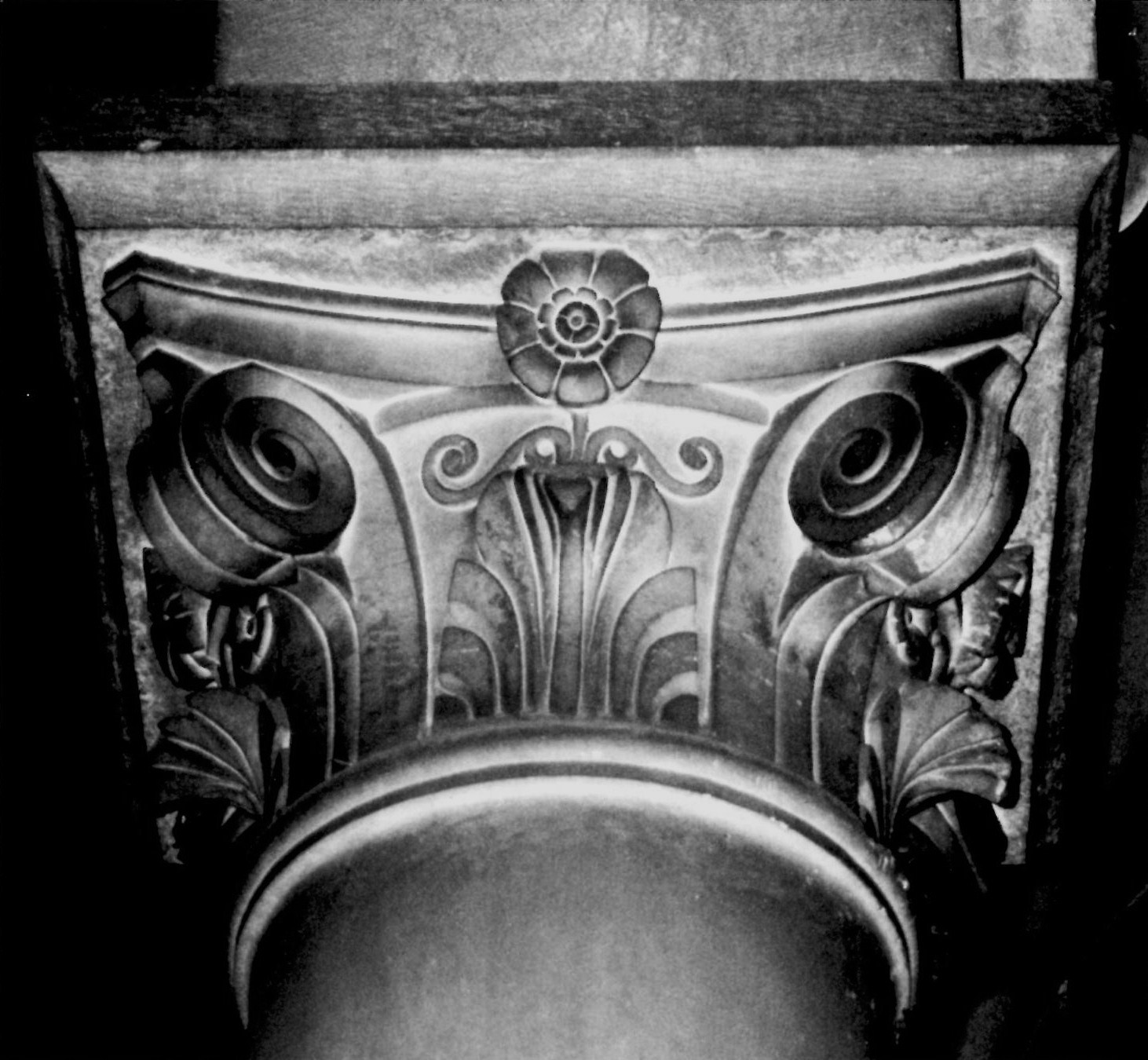
Capitello a calice centrale
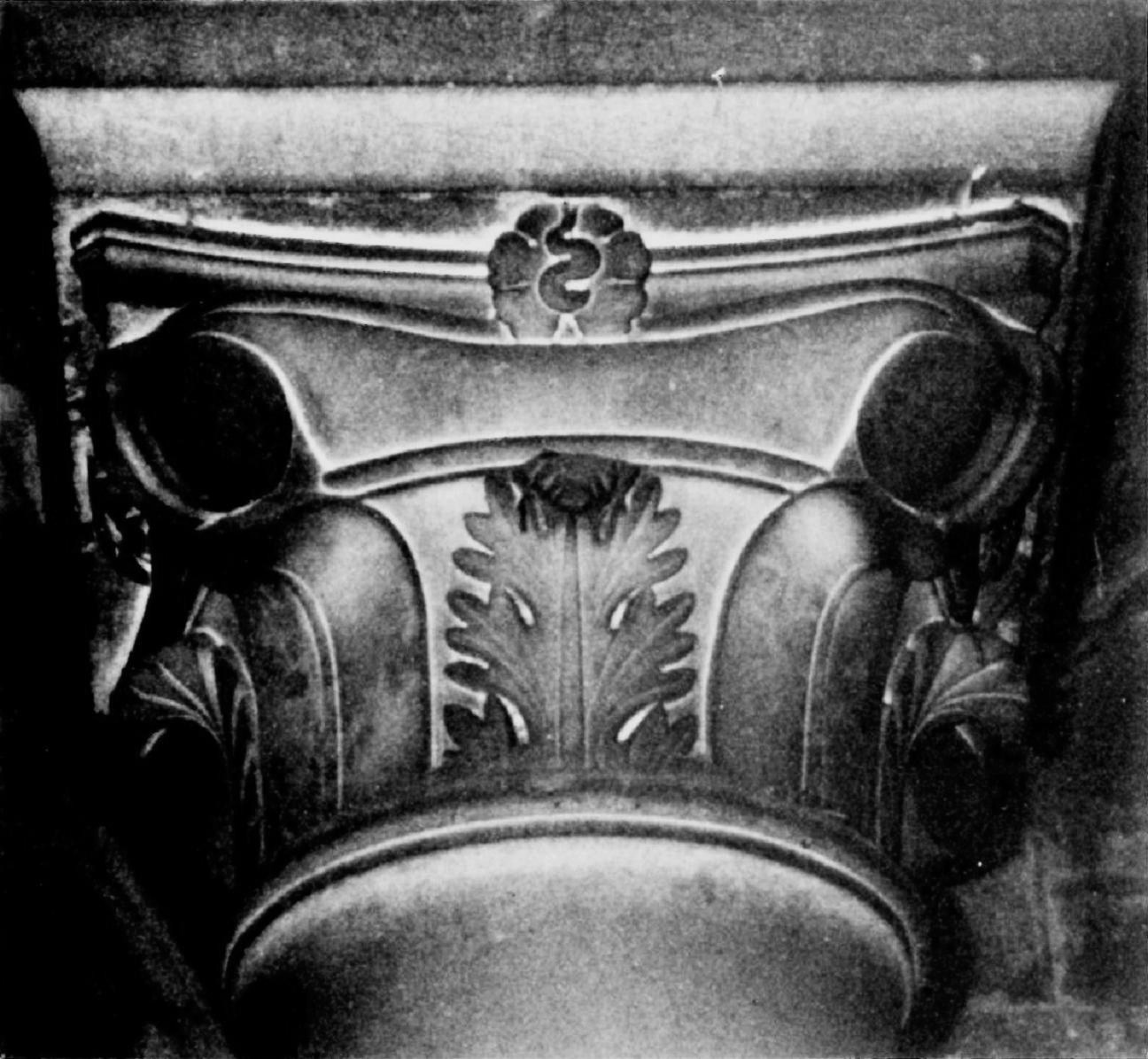
Capitello composito liscio
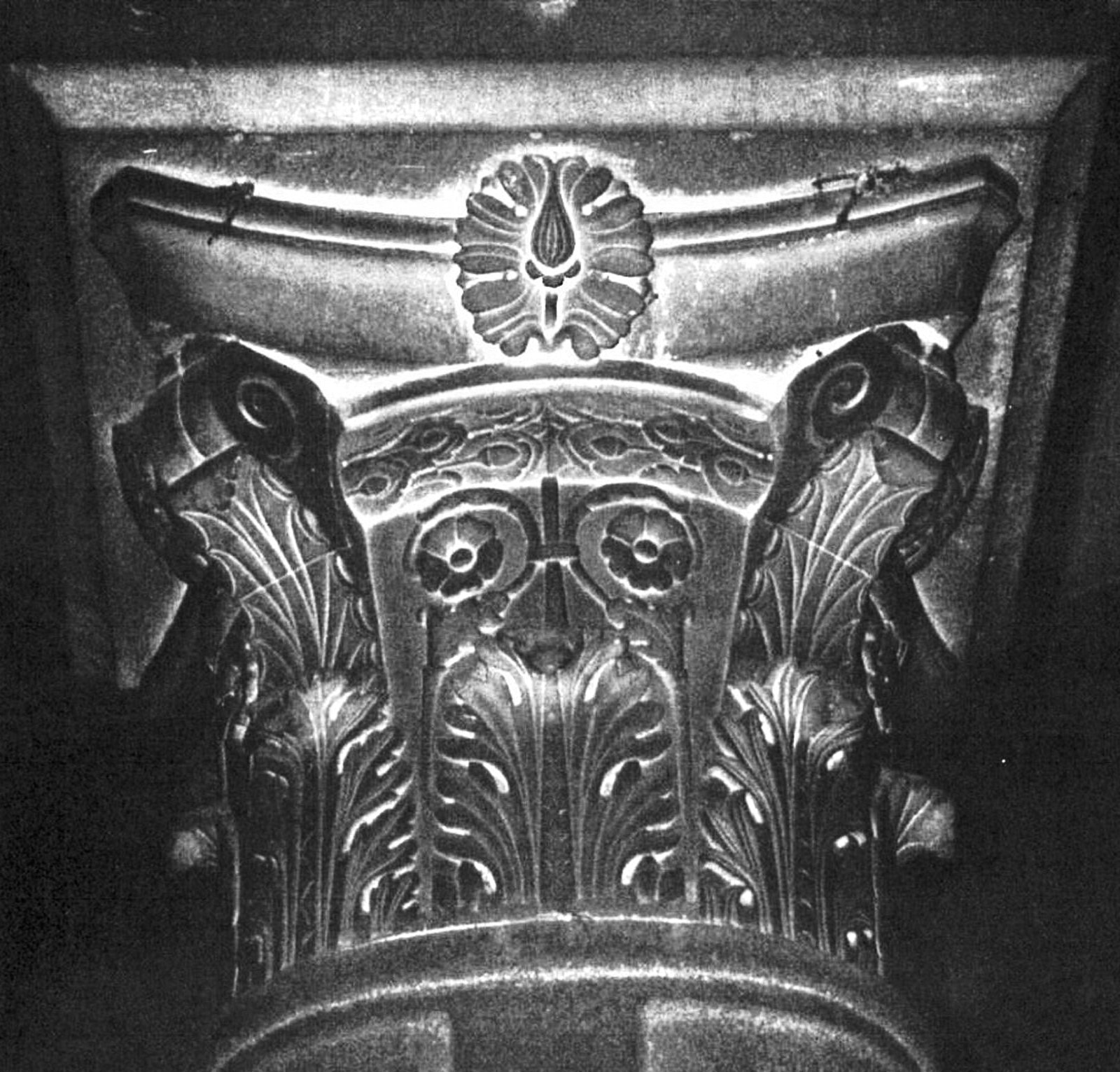
Capitello a lira con corona di quercia, lato navata maggiore
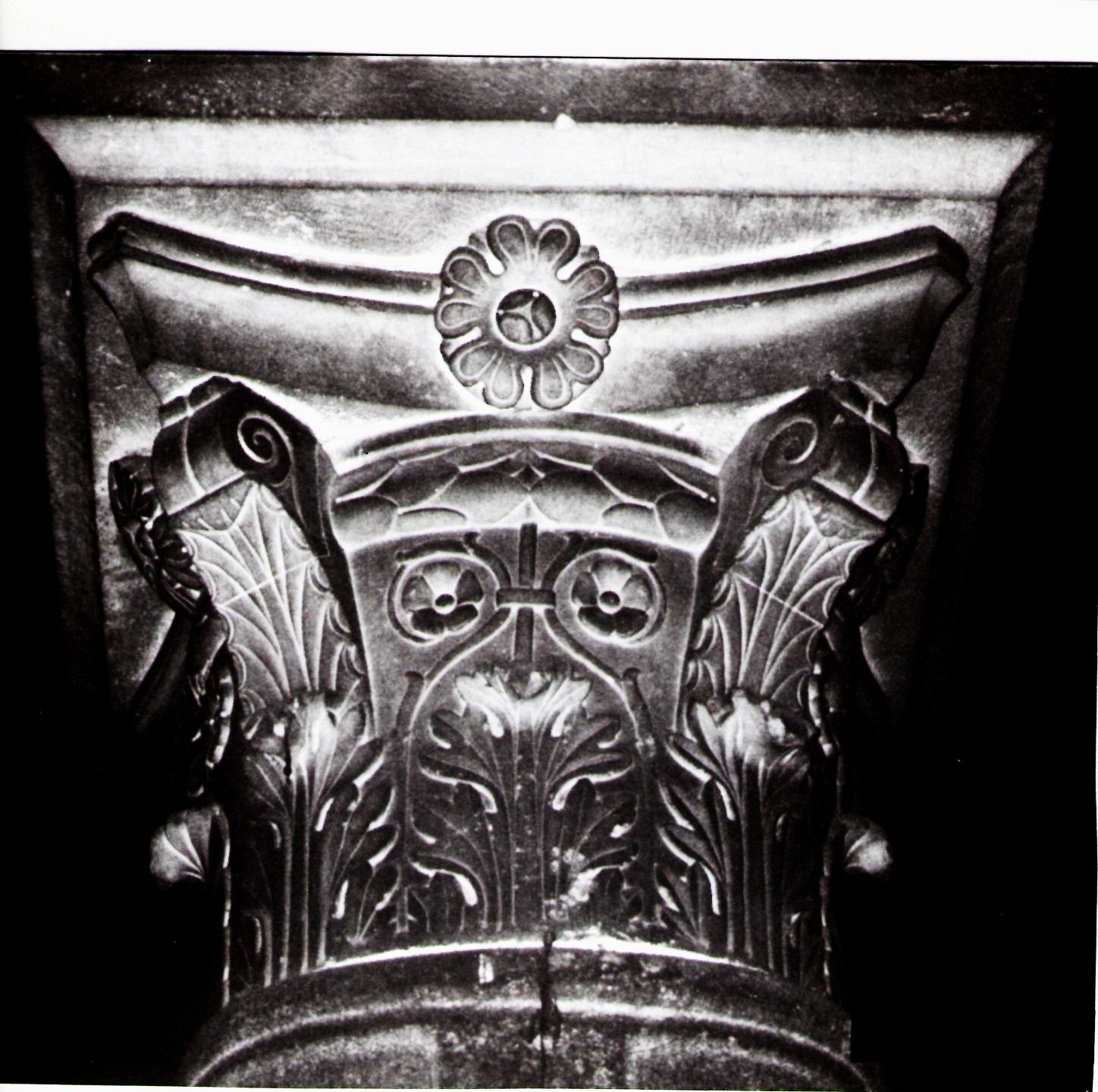
Capitello a lira con corona di quercia, lato navata minore
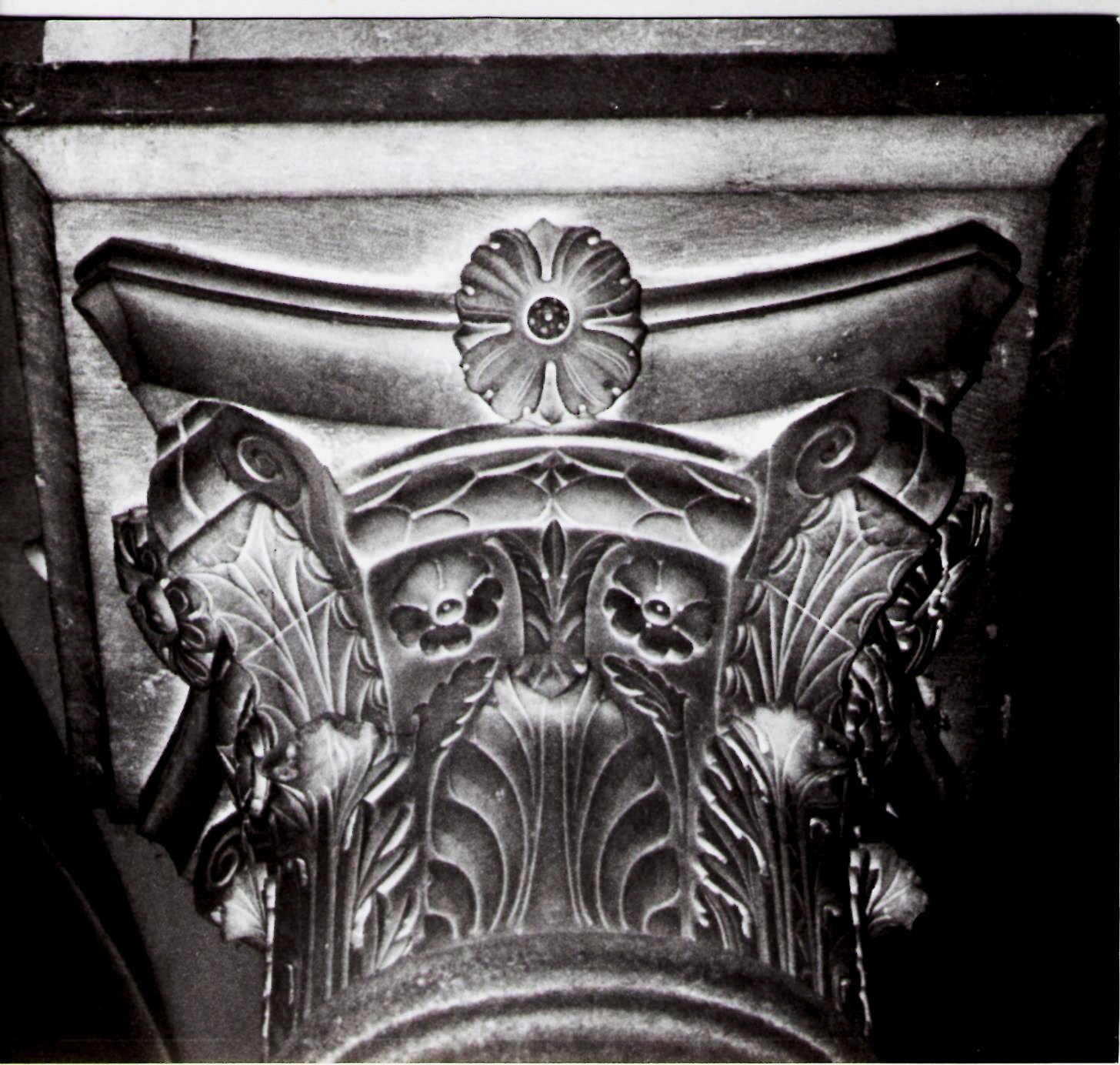
Capitello a lira con corona di quercia, lato ingresso
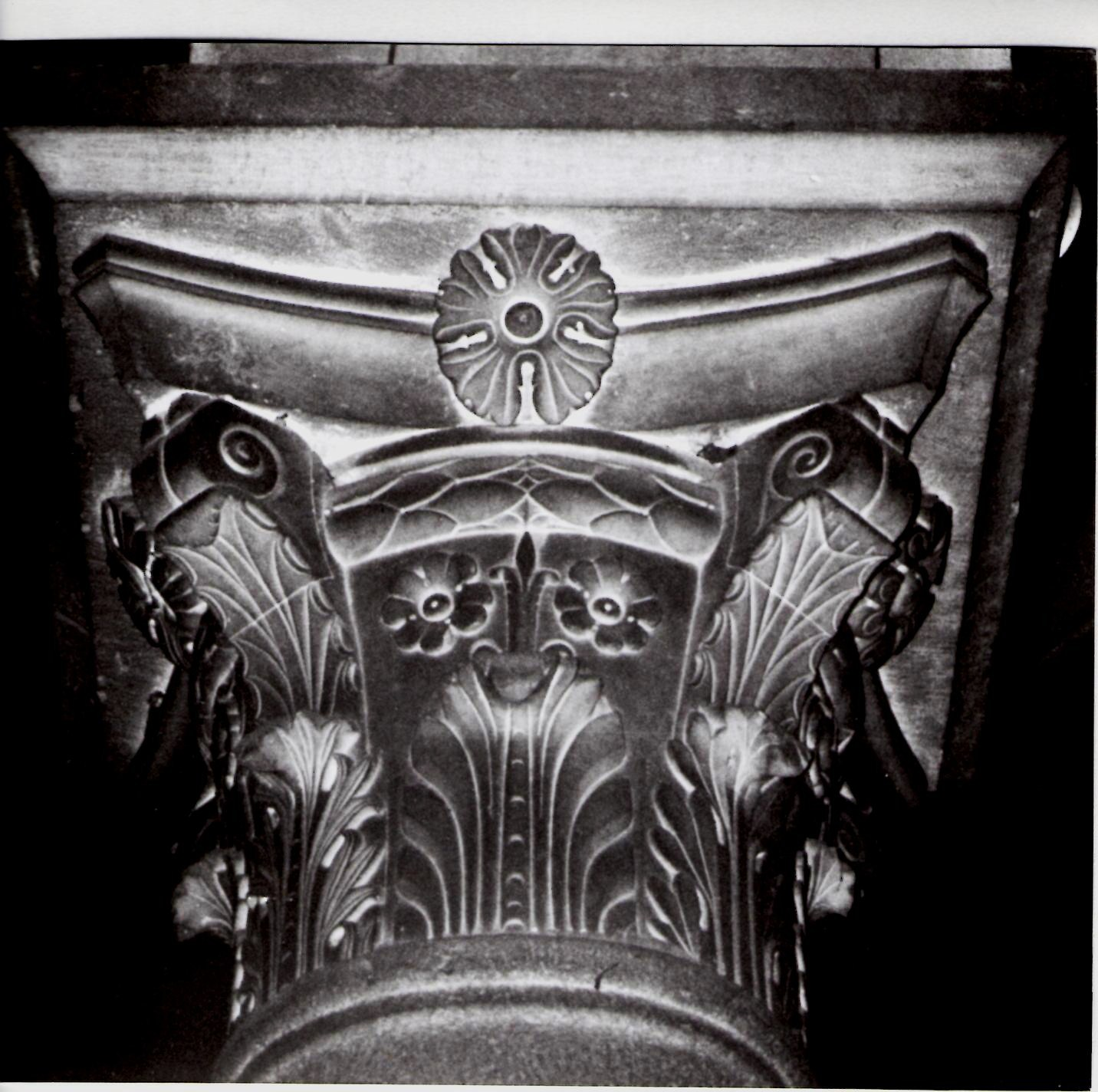
Capitello a lira con corona di quercia, lato abside
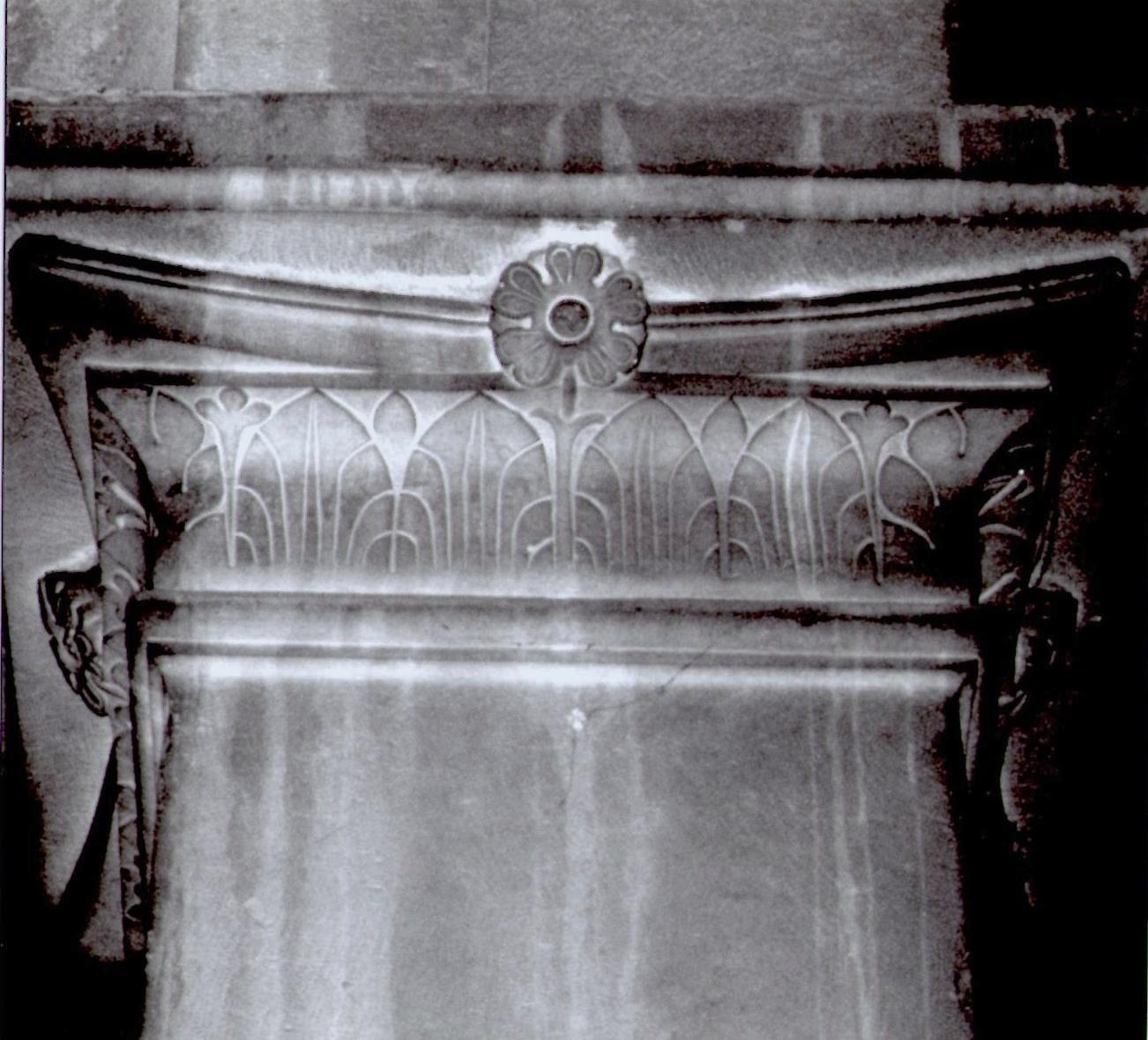
Capitello di pilastro, lato ingresso
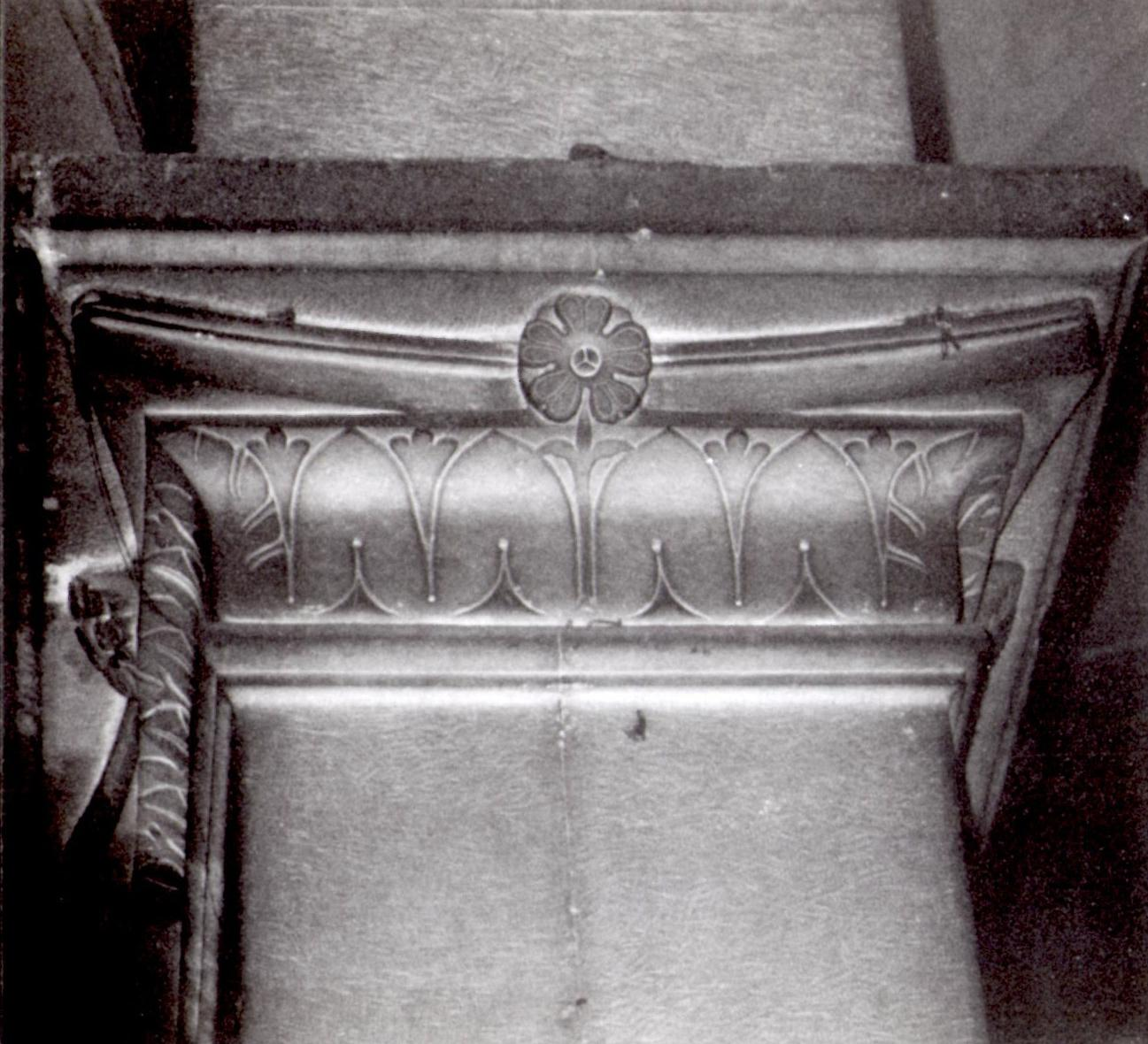
Capitello di pilastro, lato navata maggiore
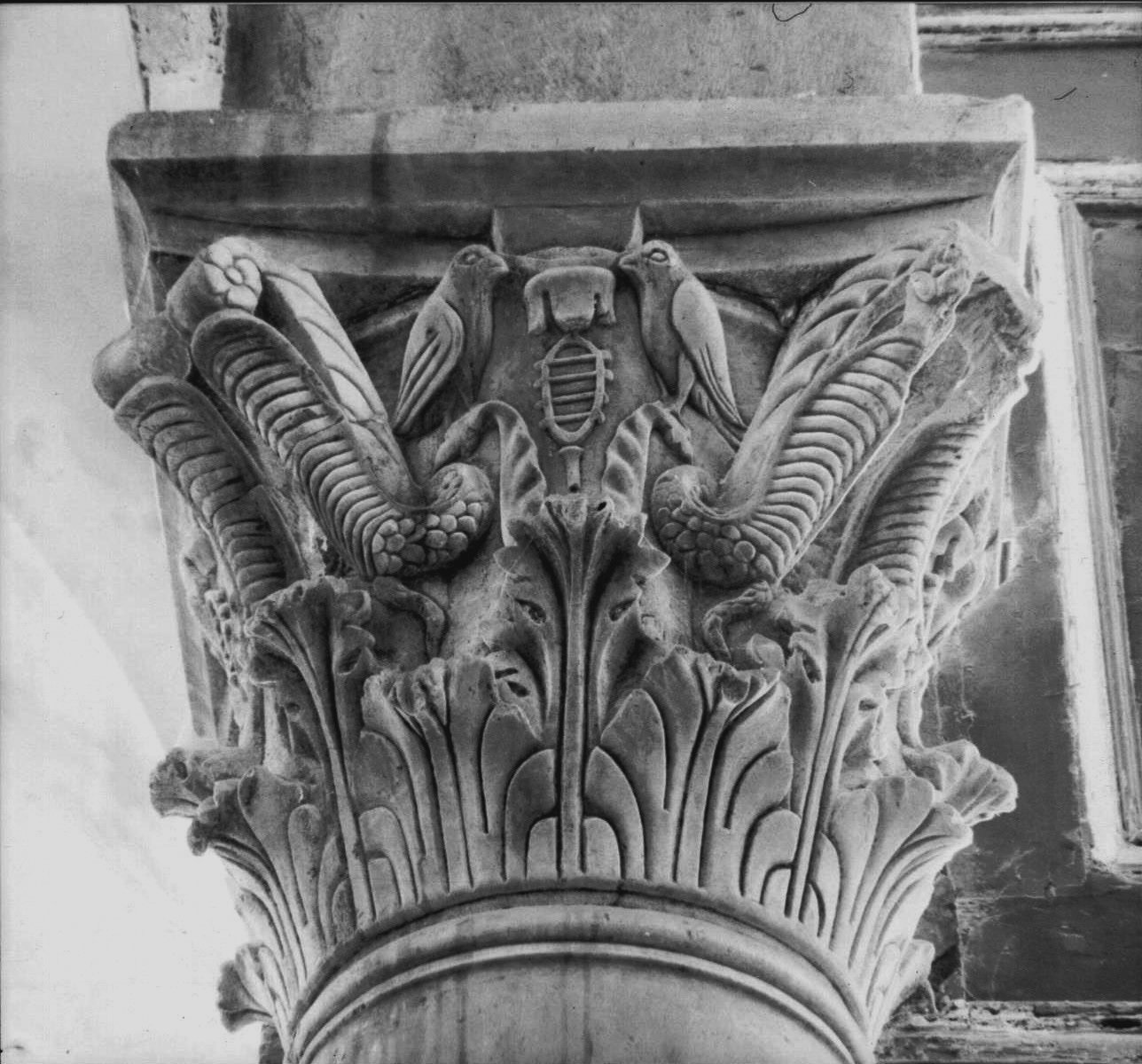
Capitello egittizzante, reimpiegato e in parte rilavorato, epoca romana (sec.I-II).
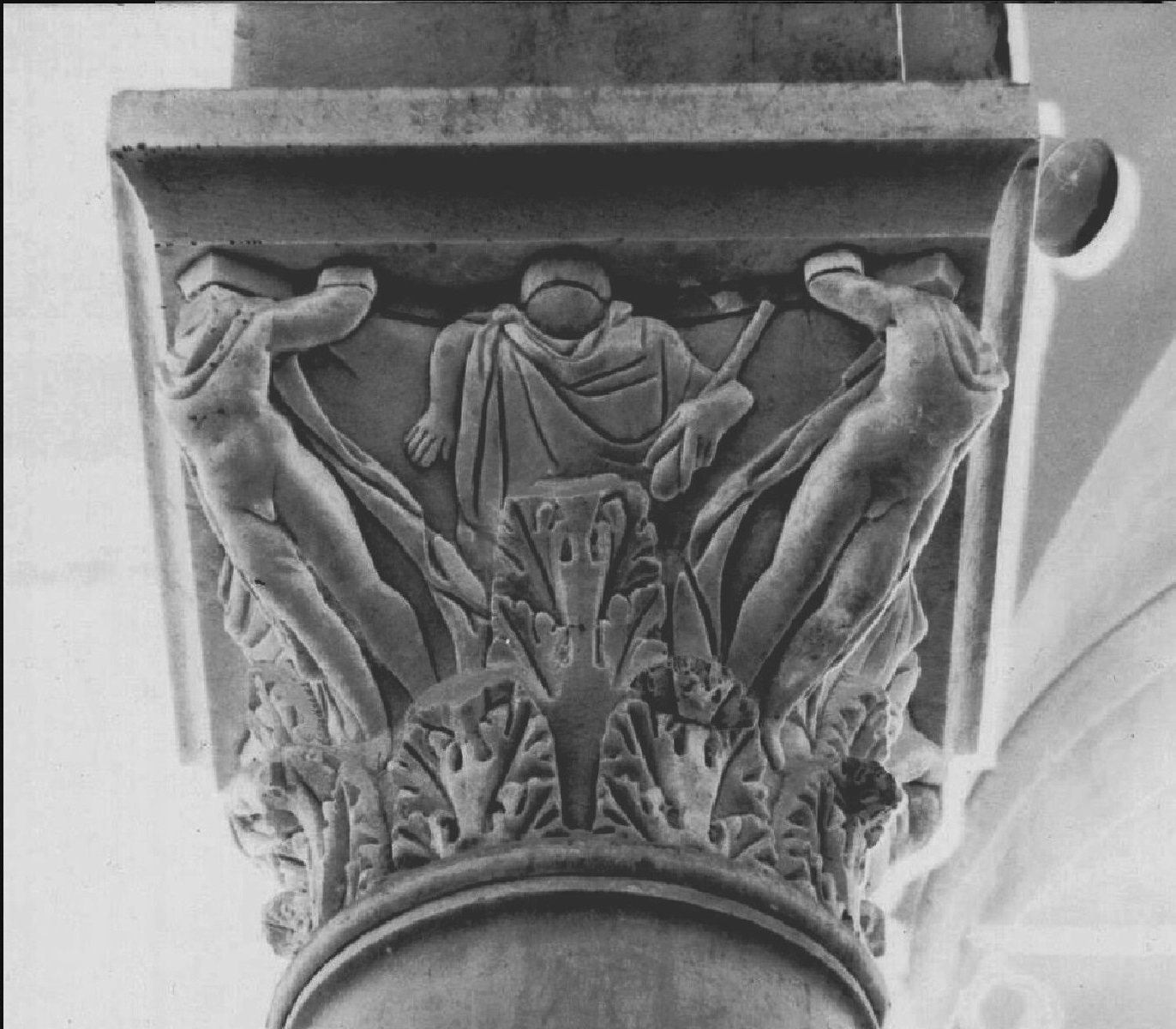
Capitello figurato, reimpiegato e in parte rilavorato, epoca romana (sec.IV).
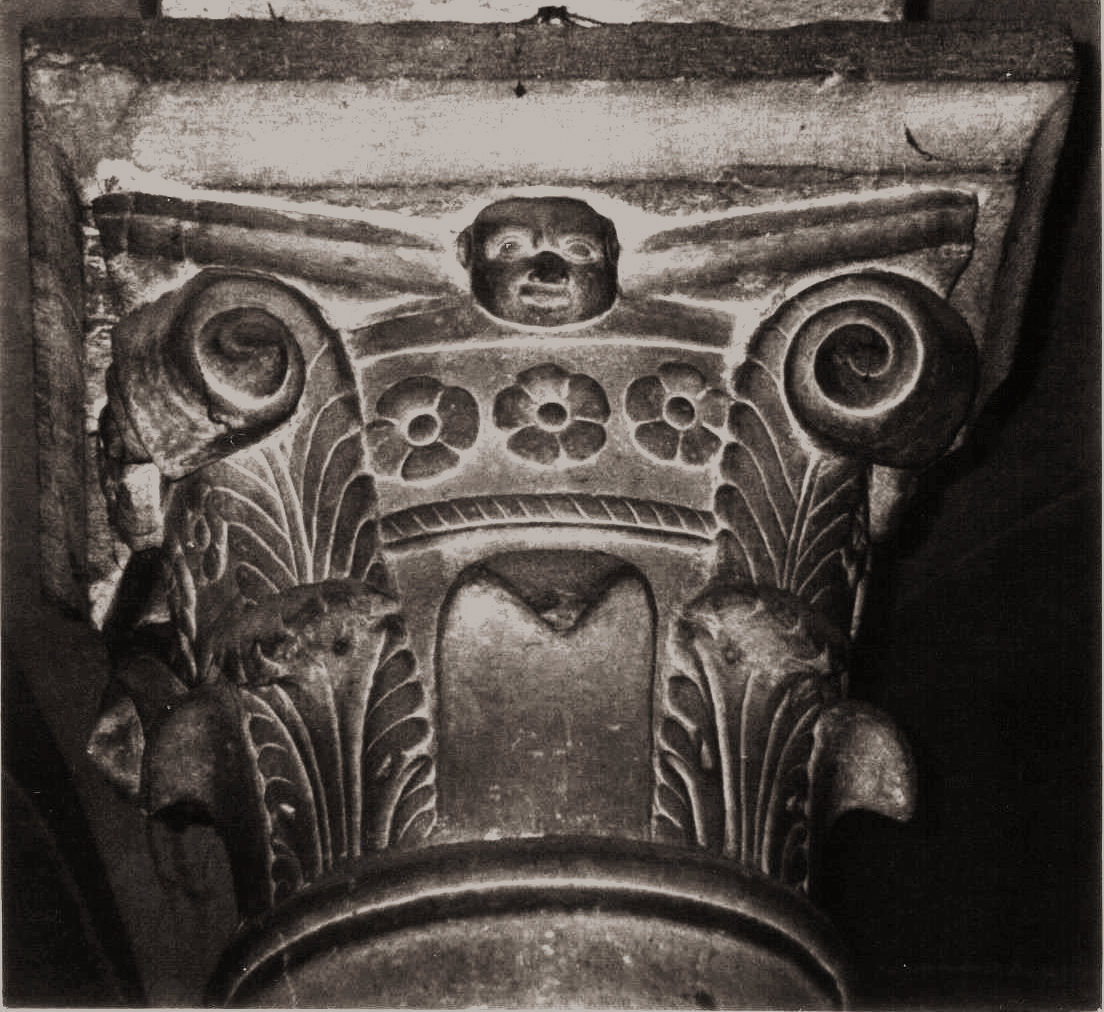
Capitello a fascia con rosette, imitazione dell'esemplare più antico del colonnato sud, scuola di Biduino, sec. XII.